# Larsen - Spassky
La partie Larsen - Spassky s'est jouée à Belgrade, en Yougoslavie, le 31 mars 1970, entre Bent Larsen et Boris Spassky, à l'occasion du match URSS - Reste du monde de 1970, match par équipes entre l'URSS, la nation la plus forte, et une équipe formée de toutes les autres nations du monde.

Bent Larsen et Boris Spassky jouent chacun au premier échiquier de leur équipe, l'américain Bobby Fischer ayant accepté de ne jouer qu'au deuxième échiquier du « reste du monde » alors qu'il avait la réputation d'être meilleur que Bent Larsen. Ce dernier a néanmoins obtenu les meilleurs résultats au cours de l'année précédente.

## Partie commentée
1.b3
Larsen joue l'ouverture qui porte son nom (le début Larsen). Cette ligne de jeu est provocatrice, car, tout en permettant le développement du fou blanc sur la diagonale a1-h8, elle laisse les noirs occuper le centre.
1...e5 2.Fb2 Cc6 3.c4 Cf6 4.Cf3!? e4!
Larsen continue à provoquer Spassky en jouant Cf3, et l'incite à avancer. Spassky relève le défi.
5.Cd4 Fc5 6.Cxc6 dxc6!
Spassky ouvre la colonne « d », pour faire le grand roque. Il va activer ses pièces très rapidement.
7.e3 Ff5 8.Dc2 De7 9.Fe2 0-0-0 10.f4?
Larsen est trop optimiste : son roi est toujours au centre, et donc vulnérable. Une idée est de jouer 10.Cc3 pour préparer le grand roque, ou bien 10.a3 pour ensuite menacer 11.b4.
10...Cg4! Boris Spassky passe à l'attaque sans attendre. 11.g3
Si 11.Fxg4, alors 11...Dh4+ 12.g3 Dxg4 et la dame noire infiltre les lignes ennemies.
Si 11.Cc3, alors le sacrifice en e3 détruit le camp blanc : 11...Txd2!! 12.Dxd2 Fxe3 13.Dc2 (ou 13.Dd1 Cf2 14.Dc2 Cxh1) Ff2+ 14.Rd1 Ce3+.
Si 11.h3 de suite, alors 11...Dh4+.
Bent Larsen est donc obligé de couper la diagonale e1-h4 avec 11.g3.
11...h5 (18 min) Spassky continue d'avancer. 12.h3 (6 min) Pour attaquer le cavalier. 12...h4!! (6 min)
Spassky sacrifie son cavalier et garde l'initiative.
13.hxg4 (53 min) 13...hxg3 (1 min) 14.Tg1 (0 min)
L'échange des tours permettrait à Spassky d'être maître de la colonne h. De plus, en g1, la tour surveille le pion g3, proche de la promotion. Comme le fou noir f5 est attaqué, Larsen semble survivre à l'attaque, mais 
14...Th1!!! (17 min) Ce sacrifice permet au pion d'avancer d'une case.
|   | a | b | c | d | e | f | g | h |   |
| 8 | Roi noir sur case blanche c8 · Tour noire sur case noire d8 · Pion noir sur case noire a7 · Pion noir sur case blanche b7 · Pion noir sur case noire c7 · Dame noire sur case noire e7 · Pion noir sur case blanche f7 · Pion noir sur case noire g7 · Pion noir sur case blanche c6 · Fou noir sur case noire c5 · Fou noir sur case blanche f5 · Pion blanc sur case blanche c4 · Pion noir sur case blanche e4 · Pion blanc sur case noire f4 · Pion blanc sur case blanche g4 · Pion blanc sur case blanche b3 · Pion blanc sur case noire e3 · Pion noir sur case noire g3 · Pion blanc sur case blanche a2 · Fou blanc sur case noire b2 · Dame blanche sur case blanche c2 · Pion blanc sur case noire d2 · Fou blanc sur case blanche e2 · Tour blanche sur case noire a1 · Cavalier blanc sur case blanche b1 · Roi blanc sur case noire e1 · Tour blanche sur case noire g1 · Tour noire sur case blanche h1 | Roi noir sur case blanche c8 · Tour noire sur case noire d8 · Pion noir sur case noire a7 · Pion noir sur case blanche b7 · Pion noir sur case noire c7 · Dame noire sur case noire e7 · Pion noir sur case blanche f7 · Pion noir sur case noire g7 · Pion noir sur case blanche c6 · Fou noir sur case noire c5 · Fou noir sur case blanche f5 · Pion blanc sur case blanche c4 · Pion noir sur case blanche e4 · Pion blanc sur case noire f4 · Pion blanc sur case blanche g4 · Pion blanc sur case blanche b3 · Pion blanc sur case noire e3 · Pion noir sur case noire g3 · Pion blanc sur case blanche a2 · Fou blanc sur case noire b2 · Dame blanche sur case blanche c2 · Pion blanc sur case noire d2 · Fou blanc sur case blanche e2 · Tour blanche sur case noire a1 · Cavalier blanc sur case blanche b1 · Roi blanc sur case noire e1 · Tour blanche sur case noire g1 · Tour noire sur case blanche h1 | Roi noir sur case blanche c8 · Tour noire sur case noire d8 · Pion noir sur case noire a7 · Pion noir sur case blanche b7 · Pion noir sur case noire c7 · Dame noire sur case noire e7 · Pion noir sur case blanche f7 · Pion noir sur case noire g7 · Pion noir sur case blanche c6 · Fou noir sur case noire c5 · Fou noir sur case blanche f5 · Pion blanc sur case blanche c4 · Pion noir sur case blanche e4 · Pion blanc sur case noire f4 · Pion blanc sur case blanche g4 · Pion blanc sur case blanche b3 · Pion blanc sur case noire e3 · Pion noir sur case noire g3 · Pion blanc sur case blanche a2 · Fou blanc sur case noire b2 · Dame blanche sur case blanche c2 · Pion blanc sur case noire d2 · Fou blanc sur case blanche e2 · Tour blanche sur case noire a1 · Cavalier blanc sur case blanche b1 · Roi blanc sur case noire e1 · Tour blanche sur case noire g1 · Tour noire sur case blanche h1 | Roi noir sur case blanche c8 · Tour noire sur case noire d8 · Pion noir sur case noire a7 · Pion noir sur case blanche b7 · Pion noir sur case noire c7 · Dame noire sur case noire e7 · Pion noir sur case blanche f7 · Pion noir sur case noire g7 · Pion noir sur case blanche c6 · Fou noir sur case noire c5 · Fou noir sur case blanche f5 · Pion blanc sur case blanche c4 · Pion noir sur case blanche e4 · Pion blanc sur case noire f4 · Pion blanc sur case blanche g4 · Pion blanc sur case blanche b3 · Pion blanc sur case noire e3 · Pion noir sur case noire g3 · Pion blanc sur case blanche a2 · Fou blanc sur case noire b2 · Dame blanche sur case blanche c2 · Pion blanc sur case noire d2 · Fou blanc sur case blanche e2 · Tour blanche sur case noire a1 · Cavalier blanc sur case blanche b1 · Roi blanc sur case noire e1 · Tour blanche sur case noire g1 · Tour noire sur case blanche h1 | Roi noir sur case blanche c8 · Tour noire sur case noire d8 · Pion noir sur case noire a7 · Pion noir sur case blanche b7 · Pion noir sur case noire c7 · Dame noire sur case noire e7 · Pion noir sur case blanche f7 · Pion noir sur case noire g7 · Pion noir sur case blanche c6 · Fou noir sur case noire c5 · Fou noir sur case blanche f5 · Pion blanc sur case blanche c4 · Pion noir sur case blanche e4 · Pion blanc sur case noire f4 · Pion blanc sur case blanche g4 · Pion blanc sur case blanche b3 · Pion blanc sur case noire e3 · Pion noir sur case noire g3 · Pion blanc sur case blanche a2 · Fou blanc sur case noire b2 · Dame blanche sur case blanche c2 · Pion blanc sur case noire d2 · Fou blanc sur case blanche e2 · Tour blanche sur case noire a1 · Cavalier blanc sur case blanche b1 · Roi blanc sur case noire e1 · Tour blanche sur case noire g1 · Tour noire sur case blanche h1 | Roi noir sur case blanche c8 · Tour noire sur case noire d8 · Pion noir sur case noire a7 · Pion noir sur case blanche b7 · Pion noir sur case noire c7 · Dame noire sur case noire e7 · Pion noir sur case blanche f7 · Pion noir sur case noire g7 · Pion noir sur case blanche c6 · Fou noir sur case noire c5 · Fou noir sur case blanche f5 · Pion blanc sur case blanche c4 · Pion noir sur case blanche e4 · Pion blanc sur case noire f4 · Pion blanc sur case blanche g4 · Pion blanc sur case blanche b3 · Pion blanc sur case noire e3 · Pion noir sur case noire g3 · Pion blanc sur case blanche a2 · Fou blanc sur case noire b2 · Dame blanche sur case blanche c2 · Pion blanc sur case noire d2 · Fou blanc sur case blanche e2 · Tour blanche sur case noire a1 · Cavalier blanc sur case blanche b1 · Roi blanc sur case noire e1 · Tour blanche sur case noire g1 · Tour noire sur case blanche h1 | Roi noir sur case blanche c8 · Tour noire sur case noire d8 · Pion noir sur case noire a7 · Pion noir sur case blanche b7 · Pion noir sur case noire c7 · Dame noire sur case noire e7 · Pion noir sur case blanche f7 · Pion noir sur case noire g7 · Pion noir sur case blanche c6 · Fou noir sur case noire c5 · Fou noir sur case blanche f5 · Pion blanc sur case blanche c4 · Pion noir sur case blanche e4 · Pion blanc sur case noire f4 · Pion blanc sur case blanche g4 · Pion blanc sur case blanche b3 · Pion blanc sur case noire e3 · Pion noir sur case noire g3 · Pion blanc sur case blanche a2 · Fou blanc sur case noire b2 · Dame blanche sur case blanche c2 · Pion blanc sur case noire d2 · Fou blanc sur case blanche e2 · Tour blanche sur case noire a1 · Cavalier blanc sur case blanche b1 · Roi blanc sur case noire e1 · Tour blanche sur case noire g1 · Tour noire sur case blanche h1 | Roi noir sur case blanche c8 · Tour noire sur case noire d8 · Pion noir sur case noire a7 · Pion noir sur case blanche b7 · Pion noir sur case noire c7 · Dame noire sur case noire e7 · Pion noir sur case blanche f7 · Pion noir sur case noire g7 · Pion noir sur case blanche c6 · Fou noir sur case noire c5 · Fou noir sur case blanche f5 · Pion blanc sur case blanche c4 · Pion noir sur case blanche e4 · Pion blanc sur case noire f4 · Pion blanc sur case blanche g4 · Pion blanc sur case blanche b3 · Pion blanc sur case noire e3 · Pion noir sur case noire g3 · Pion blanc sur case blanche a2 · Fou blanc sur case noire b2 · Dame blanche sur case blanche c2 · Pion blanc sur case noire d2 · Fou blanc sur case blanche e2 · Tour blanche sur case noire a1 · Cavalier blanc sur case blanche b1 · Roi blanc sur case noire e1 · Tour blanche sur case noire g1 · Tour noire sur case blanche h1 | 8 |
| 7 | Roi noir sur case blanche c8 · Tour noire sur case noire d8 · Pion noir sur case noire a7 · Pion noir sur case blanche b7 · Pion noir sur case noire c7 · Dame noire sur case noire e7 · Pion noir sur case blanche f7 · Pion noir sur case noire g7 · Pion noir sur case blanche c6 · Fou noir sur case noire c5 · Fou noir sur case blanche f5 · Pion blanc sur case blanche c4 · Pion noir sur case blanche e4 · Pion blanc sur case noire f4 · Pion blanc sur case blanche g4 · Pion blanc sur case blanche b3 · Pion blanc sur case noire e3 · Pion noir sur case noire g3 · Pion blanc sur case blanche a2 · Fou blanc sur case noire b2 · Dame blanche sur case blanche c2 · Pion blanc sur case noire d2 · Fou blanc sur case blanche e2 · Tour blanche sur case noire a1 · Cavalier blanc sur case blanche b1 · Roi blanc sur case noire e1 · Tour blanche sur case noire g1 · Tour noire sur case blanche h1 | Roi noir sur case blanche c8 · Tour noire sur case noire d8 · Pion noir sur case noire a7 · Pion noir sur case blanche b7 · Pion noir sur case noire c7 · Dame noire sur case noire e7 · Pion noir sur case blanche f7 · Pion noir sur case noire g7 · Pion noir sur case blanche c6 · Fou noir sur case noire c5 · Fou noir sur case blanche f5 · Pion blanc sur case blanche c4 · Pion noir sur case blanche e4 · Pion blanc sur case noire f4 · Pion blanc sur case blanche g4 · Pion blanc sur case blanche b3 · Pion blanc sur case noire e3 · Pion noir sur case noire g3 · Pion blanc sur case blanche a2 · Fou blanc sur case noire b2 · Dame blanche sur case blanche c2 · Pion blanc sur case noire d2 · Fou blanc sur case blanche e2 · Tour blanche sur case noire a1 · Cavalier blanc sur case blanche b1 · Roi blanc sur case noire e1 · Tour blanche sur case noire g1 · Tour noire sur case blanche h1 | Roi noir sur case blanche c8 · Tour noire sur case noire d8 · Pion noir sur case noire a7 · Pion noir sur case blanche b7 · Pion noir sur case noire c7 · Dame noire sur case noire e7 · Pion noir sur case blanche f7 · Pion noir sur case noire g7 · Pion noir sur case blanche c6 · Fou noir sur case noire c5 · Fou noir sur case blanche f5 · Pion blanc sur case blanche c4 · Pion noir sur case blanche e4 · Pion blanc sur case noire f4 · Pion blanc sur case blanche g4 · Pion blanc sur case blanche b3 · Pion blanc sur case noire e3 · Pion noir sur case noire g3 · Pion blanc sur case blanche a2 · Fou blanc sur case noire b2 · Dame blanche sur case blanche c2 · Pion blanc sur case noire d2 · Fou blanc sur case blanche e2 · Tour blanche sur case noire a1 · Cavalier blanc sur case blanche b1 · Roi blanc sur case noire e1 · Tour blanche sur case noire g1 · Tour noire sur case blanche h1 | Roi noir sur case blanche c8 · Tour noire sur case noire d8 · Pion noir sur case noire a7 · Pion noir sur case blanche b7 · Pion noir sur case noire c7 · Dame noire sur case noire e7 · Pion noir sur case blanche f7 · Pion noir sur case noire g7 · Pion noir sur case blanche c6 · Fou noir sur case noire c5 · Fou noir sur case blanche f5 · Pion blanc sur case blanche c4 · Pion noir sur case blanche e4 · Pion blanc sur case noire f4 · Pion blanc sur case blanche g4 · Pion blanc sur case blanche b3 · Pion blanc sur case noire e3 · Pion noir sur case noire g3 · Pion blanc sur case blanche a2 · Fou blanc sur case noire b2 · Dame blanche sur case blanche c2 · Pion blanc sur case noire d2 · Fou blanc sur case blanche e2 · Tour blanche sur case noire a1 · Cavalier blanc sur case blanche b1 · Roi blanc sur case noire e1 · Tour blanche sur case noire g1 · Tour noire sur case blanche h1 | Roi noir sur case blanche c8 · Tour noire sur case noire d8 · Pion noir sur case noire a7 · Pion noir sur case blanche b7 · Pion noir sur case noire c7 · Dame noire sur case noire e7 · Pion noir sur case blanche f7 · Pion noir sur case noire g7 · Pion noir sur case blanche c6 · Fou noir sur case noire c5 · Fou noir sur case blanche f5 · Pion blanc sur case blanche c4 · Pion noir sur case blanche e4 · Pion blanc sur case noire f4 · Pion blanc sur case blanche g4 · Pion blanc sur case blanche b3 · Pion blanc sur case noire e3 · Pion noir sur case noire g3 · Pion blanc sur case blanche a2 · Fou blanc sur case noire b2 · Dame blanche sur case blanche c2 · Pion blanc sur case noire d2 · Fou blanc sur case blanche e2 · Tour blanche sur case noire a1 · Cavalier blanc sur case blanche b1 · Roi blanc sur case noire e1 · Tour blanche sur case noire g1 · Tour noire sur case blanche h1 | Roi noir sur case blanche c8 · Tour noire sur case noire d8 · Pion noir sur case noire a7 · Pion noir sur case blanche b7 · Pion noir sur case noire c7 · Dame noire sur case noire e7 · Pion noir sur case blanche f7 · Pion noir sur case noire g7 · Pion noir sur case blanche c6 · Fou noir sur case noire c5 · Fou noir sur case blanche f5 · Pion blanc sur case blanche c4 · Pion noir sur case blanche e4 · Pion blanc sur case noire f4 · Pion blanc sur case blanche g4 · Pion blanc sur case blanche b3 · Pion blanc sur case noire e3 · Pion noir sur case noire g3 · Pion blanc sur case blanche a2 · Fou blanc sur case noire b2 · Dame blanche sur case blanche c2 · Pion blanc sur case noire d2 · Fou blanc sur case blanche e2 · Tour blanche sur case noire a1 · Cavalier blanc sur case blanche b1 · Roi blanc sur case noire e1 · Tour blanche sur case noire g1 · Tour noire sur case blanche h1 | Roi noir sur case blanche c8 · Tour noire sur case noire d8 · Pion noir sur case noire a7 · Pion noir sur case blanche b7 · Pion noir sur case noire c7 · Dame noire sur case noire e7 · Pion noir sur case blanche f7 · Pion noir sur case noire g7 · Pion noir sur case blanche c6 · Fou noir sur case noire c5 · Fou noir sur case blanche f5 · Pion blanc sur case blanche c4 · Pion noir sur case blanche e4 · Pion blanc sur case noire f4 · Pion blanc sur case blanche g4 · Pion blanc sur case blanche b3 · Pion blanc sur case noire e3 · Pion noir sur case noire g3 · Pion blanc sur case blanche a2 · Fou blanc sur case noire b2 · Dame blanche sur case blanche c2 · Pion blanc sur case noire d2 · Fou blanc sur case blanche e2 · Tour blanche sur case noire a1 · Cavalier blanc sur case blanche b1 · Roi blanc sur case noire e1 · Tour blanche sur case noire g1 · Tour noire sur case blanche h1 | Roi noir sur case blanche c8 · Tour noire sur case noire d8 · Pion noir sur case noire a7 · Pion noir sur case blanche b7 · Pion noir sur case noire c7 · Dame noire sur case noire e7 · Pion noir sur case blanche f7 · Pion noir sur case noire g7 · Pion noir sur case blanche c6 · Fou noir sur case noire c5 · Fou noir sur case blanche f5 · Pion blanc sur case blanche c4 · Pion noir sur case blanche e4 · Pion blanc sur case noire f4 · Pion blanc sur case blanche g4 · Pion blanc sur case blanche b3 · Pion blanc sur case noire e3 · Pion noir sur case noire g3 · Pion blanc sur case blanche a2 · Fou blanc sur case noire b2 · Dame blanche sur case blanche c2 · Pion blanc sur case noire d2 · Fou blanc sur case blanche e2 · Tour blanche sur case noire a1 · Cavalier blanc sur case blanche b1 · Roi blanc sur case noire e1 · Tour blanche sur case noire g1 · Tour noire sur case blanche h1 | 7 |
| 6 | Roi noir sur case blanche c8 · Tour noire sur case noire d8 · Pion noir sur case noire a7 · Pion noir sur case blanche b7 · Pion noir sur case noire c7 · Dame noire sur case noire e7 · Pion noir sur case blanche f7 · Pion noir sur case noire g7 · Pion noir sur case blanche c6 · Fou noir sur case noire c5 · Fou noir sur case blanche f5 · Pion blanc sur case blanche c4 · Pion noir sur case blanche e4 · Pion blanc sur case noire f4 · Pion blanc sur case blanche g4 · Pion blanc sur case blanche b3 · Pion blanc sur case noire e3 · Pion noir sur case noire g3 · Pion blanc sur case blanche a2 · Fou blanc sur case noire b2 · Dame blanche sur case blanche c2 · Pion blanc sur case noire d2 · Fou blanc sur case blanche e2 · Tour blanche sur case noire a1 · Cavalier blanc sur case blanche b1 · Roi blanc sur case noire e1 · Tour blanche sur case noire g1 · Tour noire sur case blanche h1 | Roi noir sur case blanche c8 · Tour noire sur case noire d8 · Pion noir sur case noire a7 · Pion noir sur case blanche b7 · Pion noir sur case noire c7 · Dame noire sur case noire e7 · Pion noir sur case blanche f7 · Pion noir sur case noire g7 · Pion noir sur case blanche c6 · Fou noir sur case noire c5 · Fou noir sur case blanche f5 · Pion blanc sur case blanche c4 · Pion noir sur case blanche e4 · Pion blanc sur case noire f4 · Pion blanc sur case blanche g4 · Pion blanc sur case blanche b3 · Pion blanc sur case noire e3 · Pion noir sur case noire g3 · Pion blanc sur case blanche a2 · Fou blanc sur case noire b2 · Dame blanche sur case blanche c2 · Pion blanc sur case noire d2 · Fou blanc sur case blanche e2 · Tour blanche sur case noire a1 · Cavalier blanc sur case blanche b1 · Roi blanc sur case noire e1 · Tour blanche sur case noire g1 · Tour noire sur case blanche h1 | Roi noir sur case blanche c8 · Tour noire sur case noire d8 · Pion noir sur case noire a7 · Pion noir sur case blanche b7 · Pion noir sur case noire c7 · Dame noire sur case noire e7 · Pion noir sur case blanche f7 · Pion noir sur case noire g7 · Pion noir sur case blanche c6 · Fou noir sur case noire c5 · Fou noir sur case blanche f5 · Pion blanc sur case blanche c4 · Pion noir sur case blanche e4 · Pion blanc sur case noire f4 · Pion blanc sur case blanche g4 · Pion blanc sur case blanche b3 · Pion blanc sur case noire e3 · Pion noir sur case noire g3 · Pion blanc sur case blanche a2 · Fou blanc sur case noire b2 · Dame blanche sur case blanche c2 · Pion blanc sur case noire d2 · Fou blanc sur case blanche e2 · Tour blanche sur case noire a1 · Cavalier blanc sur case blanche b1 · Roi blanc sur case noire e1 · Tour blanche sur case noire g1 · Tour noire sur case blanche h1 | Roi noir sur case blanche c8 · Tour noire sur case noire d8 · Pion noir sur case noire a7 · Pion noir sur case blanche b7 · Pion noir sur case noire c7 · Dame noire sur case noire e7 · Pion noir sur case blanche f7 · Pion noir sur case noire g7 · Pion noir sur case blanche c6 · Fou noir sur case noire c5 · Fou noir sur case blanche f5 · Pion blanc sur case blanche c4 · Pion noir sur case blanche e4 · Pion blanc sur case noire f4 · Pion blanc sur case blanche g4 · Pion blanc sur case blanche b3 · Pion blanc sur case noire e3 · Pion noir sur case noire g3 · Pion blanc sur case blanche a2 · Fou blanc sur case noire b2 · Dame blanche sur case blanche c2 · Pion blanc sur case noire d2 · Fou blanc sur case blanche e2 · Tour blanche sur case noire a1 · Cavalier blanc sur case blanche b1 · Roi blanc sur case noire e1 · Tour blanche sur case noire g1 · Tour noire sur case blanche h1 | Roi noir sur case blanche c8 · Tour noire sur case noire d8 · Pion noir sur case noire a7 · Pion noir sur case blanche b7 · Pion noir sur case noire c7 · Dame noire sur case noire e7 · Pion noir sur case blanche f7 · Pion noir sur case noire g7 · Pion noir sur case blanche c6 · Fou noir sur case noire c5 · Fou noir sur case blanche f5 · Pion blanc sur case blanche c4 · Pion noir sur case blanche e4 · Pion blanc sur case noire f4 · Pion blanc sur case blanche g4 · Pion blanc sur case blanche b3 · Pion blanc sur case noire e3 · Pion noir sur case noire g3 · Pion blanc sur case blanche a2 · Fou blanc sur case noire b2 · Dame blanche sur case blanche c2 · Pion blanc sur case noire d2 · Fou blanc sur case blanche e2 · Tour blanche sur case noire a1 · Cavalier blanc sur case blanche b1 · Roi blanc sur case noire e1 · Tour blanche sur case noire g1 · Tour noire sur case blanche h1 | Roi noir sur case blanche c8 · Tour noire sur case noire d8 · Pion noir sur case noire a7 · Pion noir sur case blanche b7 · Pion noir sur case noire c7 · Dame noire sur case noire e7 · Pion noir sur case blanche f7 · Pion noir sur case noire g7 · Pion noir sur case blanche c6 · Fou noir sur case noire c5 · Fou noir sur case blanche f5 · Pion blanc sur case blanche c4 · Pion noir sur case blanche e4 · Pion blanc sur case noire f4 · Pion blanc sur case blanche g4 · Pion blanc sur case blanche b3 · Pion blanc sur case noire e3 · Pion noir sur case noire g3 · Pion blanc sur case blanche a2 · Fou blanc sur case noire b2 · Dame blanche sur case blanche c2 · Pion blanc sur case noire d2 · Fou blanc sur case blanche e2 · Tour blanche sur case noire a1 · Cavalier blanc sur case blanche b1 · Roi blanc sur case noire e1 · Tour blanche sur case noire g1 · Tour noire sur case blanche h1 | Roi noir sur case blanche c8 · Tour noire sur case noire d8 · Pion noir sur case noire a7 · Pion noir sur case blanche b7 · Pion noir sur case noire c7 · Dame noire sur case noire e7 · Pion noir sur case blanche f7 · Pion noir sur case noire g7 · Pion noir sur case blanche c6 · Fou noir sur case noire c5 · Fou noir sur case blanche f5 · Pion blanc sur case blanche c4 · Pion noir sur case blanche e4 · Pion blanc sur case noire f4 · Pion blanc sur case blanche g4 · Pion blanc sur case blanche b3 · Pion blanc sur case noire e3 · Pion noir sur case noire g3 · Pion blanc sur case blanche a2 · Fou blanc sur case noire b2 · Dame blanche sur case blanche c2 · Pion blanc sur case noire d2 · Fou blanc sur case blanche e2 · Tour blanche sur case noire a1 · Cavalier blanc sur case blanche b1 · Roi blanc sur case noire e1 · Tour blanche sur case noire g1 · Tour noire sur case blanche h1 | Roi noir sur case blanche c8 · Tour noire sur case noire d8 · Pion noir sur case noire a7 · Pion noir sur case blanche b7 · Pion noir sur case noire c7 · Dame noire sur case noire e7 · Pion noir sur case blanche f7 · Pion noir sur case noire g7 · Pion noir sur case blanche c6 · Fou noir sur case noire c5 · Fou noir sur case blanche f5 · Pion blanc sur case blanche c4 · Pion noir sur case blanche e4 · Pion blanc sur case noire f4 · Pion blanc sur case blanche g4 · Pion blanc sur case blanche b3 · Pion blanc sur case noire e3 · Pion noir sur case noire g3 · Pion blanc sur case blanche a2 · Fou blanc sur case noire b2 · Dame blanche sur case blanche c2 · Pion blanc sur case noire d2 · Fou blanc sur case blanche e2 · Tour blanche sur case noire a1 · Cavalier blanc sur case blanche b1 · Roi blanc sur case noire e1 · Tour blanche sur case noire g1 · Tour noire sur case blanche h1 | 6 |
| 5 | Roi noir sur case blanche c8 · Tour noire sur case noire d8 · Pion noir sur case noire a7 · Pion noir sur case blanche b7 · Pion noir sur case noire c7 · Dame noire sur case noire e7 · Pion noir sur case blanche f7 · Pion noir sur case noire g7 · Pion noir sur case blanche c6 · Fou noir sur case noire c5 · Fou noir sur case blanche f5 · Pion blanc sur case blanche c4 · Pion noir sur case blanche e4 · Pion blanc sur case noire f4 · Pion blanc sur case blanche g4 · Pion blanc sur case blanche b3 · Pion blanc sur case noire e3 · Pion noir sur case noire g3 · Pion blanc sur case blanche a2 · Fou blanc sur case noire b2 · Dame blanche sur case blanche c2 · Pion blanc sur case noire d2 · Fou blanc sur case blanche e2 · Tour blanche sur case noire a1 · Cavalier blanc sur case blanche b1 · Roi blanc sur case noire e1 · Tour blanche sur case noire g1 · Tour noire sur case blanche h1 | Roi noir sur case blanche c8 · Tour noire sur case noire d8 · Pion noir sur case noire a7 · Pion noir sur case blanche b7 · Pion noir sur case noire c7 · Dame noire sur case noire e7 · Pion noir sur case blanche f7 · Pion noir sur case noire g7 · Pion noir sur case blanche c6 · Fou noir sur case noire c5 · Fou noir sur case blanche f5 · Pion blanc sur case blanche c4 · Pion noir sur case blanche e4 · Pion blanc sur case noire f4 · Pion blanc sur case blanche g4 · Pion blanc sur case blanche b3 · Pion blanc sur case noire e3 · Pion noir sur case noire g3 · Pion blanc sur case blanche a2 · Fou blanc sur case noire b2 · Dame blanche sur case blanche c2 · Pion blanc sur case noire d2 · Fou blanc sur case blanche e2 · Tour blanche sur case noire a1 · Cavalier blanc sur case blanche b1 · Roi blanc sur case noire e1 · Tour blanche sur case noire g1 · Tour noire sur case blanche h1 | Roi noir sur case blanche c8 · Tour noire sur case noire d8 · Pion noir sur case noire a7 · Pion noir sur case blanche b7 · Pion noir sur case noire c7 · Dame noire sur case noire e7 · Pion noir sur case blanche f7 · Pion noir sur case noire g7 · Pion noir sur case blanche c6 · Fou noir sur case noire c5 · Fou noir sur case blanche f5 · Pion blanc sur case blanche c4 · Pion noir sur case blanche e4 · Pion blanc sur case noire f4 · Pion blanc sur case blanche g4 · Pion blanc sur case blanche b3 · Pion blanc sur case noire e3 · Pion noir sur case noire g3 · Pion blanc sur case blanche a2 · Fou blanc sur case noire b2 · Dame blanche sur case blanche c2 · Pion blanc sur case noire d2 · Fou blanc sur case blanche e2 · Tour blanche sur case noire a1 · Cavalier blanc sur case blanche b1 · Roi blanc sur case noire e1 · Tour blanche sur case noire g1 · Tour noire sur case blanche h1 | Roi noir sur case blanche c8 · Tour noire sur case noire d8 · Pion noir sur case noire a7 · Pion noir sur case blanche b7 · Pion noir sur case noire c7 · Dame noire sur case noire e7 · Pion noir sur case blanche f7 · Pion noir sur case noire g7 · Pion noir sur case blanche c6 · Fou noir sur case noire c5 · Fou noir sur case blanche f5 · Pion blanc sur case blanche c4 · Pion noir sur case blanche e4 · Pion blanc sur case noire f4 · Pion blanc sur case blanche g4 · Pion blanc sur case blanche b3 · Pion blanc sur case noire e3 · Pion noir sur case noire g3 · Pion blanc sur case blanche a2 · Fou blanc sur case noire b2 · Dame blanche sur case blanche c2 · Pion blanc sur case noire d2 · Fou blanc sur case blanche e2 · Tour blanche sur case noire a1 · Cavalier blanc sur case blanche b1 · Roi blanc sur case noire e1 · Tour blanche sur case noire g1 · Tour noire sur case blanche h1 | Roi noir sur case blanche c8 · Tour noire sur case noire d8 · Pion noir sur case noire a7 · Pion noir sur case blanche b7 · Pion noir sur case noire c7 · Dame noire sur case noire e7 · Pion noir sur case blanche f7 · Pion noir sur case noire g7 · Pion noir sur case blanche c6 · Fou noir sur case noire c5 · Fou noir sur case blanche f5 · Pion blanc sur case blanche c4 · Pion noir sur case blanche e4 · Pion blanc sur case noire f4 · Pion blanc sur case blanche g4 · Pion blanc sur case blanche b3 · Pion blanc sur case noire e3 · Pion noir sur case noire g3 · Pion blanc sur case blanche a2 · Fou blanc sur case noire b2 · Dame blanche sur case blanche c2 · Pion blanc sur case noire d2 · Fou blanc sur case blanche e2 · Tour blanche sur case noire a1 · Cavalier blanc sur case blanche b1 · Roi blanc sur case noire e1 · Tour blanche sur case noire g1 · Tour noire sur case blanche h1 | Roi noir sur case blanche c8 · Tour noire sur case noire d8 · Pion noir sur case noire a7 · Pion noir sur case blanche b7 · Pion noir sur case noire c7 · Dame noire sur case noire e7 · Pion noir sur case blanche f7 · Pion noir sur case noire g7 · Pion noir sur case blanche c6 · Fou noir sur case noire c5 · Fou noir sur case blanche f5 · Pion blanc sur case blanche c4 · Pion noir sur case blanche e4 · Pion blanc sur case noire f4 · Pion blanc sur case blanche g4 · Pion blanc sur case blanche b3 · Pion blanc sur case noire e3 · Pion noir sur case noire g3 · Pion blanc sur case blanche a2 · Fou blanc sur case noire b2 · Dame blanche sur case blanche c2 · Pion blanc sur case noire d2 · Fou blanc sur case blanche e2 · Tour blanche sur case noire a1 · Cavalier blanc sur case blanche b1 · Roi blanc sur case noire e1 · Tour blanche sur case noire g1 · Tour noire sur case blanche h1 | Roi noir sur case blanche c8 · Tour noire sur case noire d8 · Pion noir sur case noire a7 · Pion noir sur case blanche b7 · Pion noir sur case noire c7 · Dame noire sur case noire e7 · Pion noir sur case blanche f7 · Pion noir sur case noire g7 · Pion noir sur case blanche c6 · Fou noir sur case noire c5 · Fou noir sur case blanche f5 · Pion blanc sur case blanche c4 · Pion noir sur case blanche e4 · Pion blanc sur case noire f4 · Pion blanc sur case blanche g4 · Pion blanc sur case blanche b3 · Pion blanc sur case noire e3 · Pion noir sur case noire g3 · Pion blanc sur case blanche a2 · Fou blanc sur case noire b2 · Dame blanche sur case blanche c2 · Pion blanc sur case noire d2 · Fou blanc sur case blanche e2 · Tour blanche sur case noire a1 · Cavalier blanc sur case blanche b1 · Roi blanc sur case noire e1 · Tour blanche sur case noire g1 · Tour noire sur case blanche h1 | Roi noir sur case blanche c8 · Tour noire sur case noire d8 · Pion noir sur case noire a7 · Pion noir sur case blanche b7 · Pion noir sur case noire c7 · Dame noire sur case noire e7 · Pion noir sur case blanche f7 · Pion noir sur case noire g7 · Pion noir sur case blanche c6 · Fou noir sur case noire c5 · Fou noir sur case blanche f5 · Pion blanc sur case blanche c4 · Pion noir sur case blanche e4 · Pion blanc sur case noire f4 · Pion blanc sur case blanche g4 · Pion blanc sur case blanche b3 · Pion blanc sur case noire e3 · Pion noir sur case noire g3 · Pion blanc sur case blanche a2 · Fou blanc sur case noire b2 · Dame blanche sur case blanche c2 · Pion blanc sur case noire d2 · Fou blanc sur case blanche e2 · Tour blanche sur case noire a1 · Cavalier blanc sur case blanche b1 · Roi blanc sur case noire e1 · Tour blanche sur case noire g1 · Tour noire sur case blanche h1 | 5 |
| 4 | Roi noir sur case blanche c8 · Tour noire sur case noire d8 · Pion noir sur case noire a7 · Pion noir sur case blanche b7 · Pion noir sur case noire c7 · Dame noire sur case noire e7 · Pion noir sur case blanche f7 · Pion noir sur case noire g7 · Pion noir sur case blanche c6 · Fou noir sur case noire c5 · Fou noir sur case blanche f5 · Pion blanc sur case blanche c4 · Pion noir sur case blanche e4 · Pion blanc sur case noire f4 · Pion blanc sur case blanche g4 · Pion blanc sur case blanche b3 · Pion blanc sur case noire e3 · Pion noir sur case noire g3 · Pion blanc sur case blanche a2 · Fou blanc sur case noire b2 · Dame blanche sur case blanche c2 · Pion blanc sur case noire d2 · Fou blanc sur case blanche e2 · Tour blanche sur case noire a1 · Cavalier blanc sur case blanche b1 · Roi blanc sur case noire e1 · Tour blanche sur case noire g1 · Tour noire sur case blanche h1 | Roi noir sur case blanche c8 · Tour noire sur case noire d8 · Pion noir sur case noire a7 · Pion noir sur case blanche b7 · Pion noir sur case noire c7 · Dame noire sur case noire e7 · Pion noir sur case blanche f7 · Pion noir sur case noire g7 · Pion noir sur case blanche c6 · Fou noir sur case noire c5 · Fou noir sur case blanche f5 · Pion blanc sur case blanche c4 · Pion noir sur case blanche e4 · Pion blanc sur case noire f4 · Pion blanc sur case blanche g4 · Pion blanc sur case blanche b3 · Pion blanc sur case noire e3 · Pion noir sur case noire g3 · Pion blanc sur case blanche a2 · Fou blanc sur case noire b2 · Dame blanche sur case blanche c2 · Pion blanc sur case noire d2 · Fou blanc sur case blanche e2 · Tour blanche sur case noire a1 · Cavalier blanc sur case blanche b1 · Roi blanc sur case noire e1 · Tour blanche sur case noire g1 · Tour noire sur case blanche h1 | Roi noir sur case blanche c8 · Tour noire sur case noire d8 · Pion noir sur case noire a7 · Pion noir sur case blanche b7 · Pion noir sur case noire c7 · Dame noire sur case noire e7 · Pion noir sur case blanche f7 · Pion noir sur case noire g7 · Pion noir sur case blanche c6 · Fou noir sur case noire c5 · Fou noir sur case blanche f5 · Pion blanc sur case blanche c4 · Pion noir sur case blanche e4 · Pion blanc sur case noire f4 · Pion blanc sur case blanche g4 · Pion blanc sur case blanche b3 · Pion blanc sur case noire e3 · Pion noir sur case noire g3 · Pion blanc sur case blanche a2 · Fou blanc sur case noire b2 · Dame blanche sur case blanche c2 · Pion blanc sur case noire d2 · Fou blanc sur case blanche e2 · Tour blanche sur case noire a1 · Cavalier blanc sur case blanche b1 · Roi blanc sur case noire e1 · Tour blanche sur case noire g1 · Tour noire sur case blanche h1 | Roi noir sur case blanche c8 · Tour noire sur case noire d8 · Pion noir sur case noire a7 · Pion noir sur case blanche b7 · Pion noir sur case noire c7 · Dame noire sur case noire e7 · Pion noir sur case blanche f7 · Pion noir sur case noire g7 · Pion noir sur case blanche c6 · Fou noir sur case noire c5 · Fou noir sur case blanche f5 · Pion blanc sur case blanche c4 · Pion noir sur case blanche e4 · Pion blanc sur case noire f4 · Pion blanc sur case blanche g4 · Pion blanc sur case blanche b3 · Pion blanc sur case noire e3 · Pion noir sur case noire g3 · Pion blanc sur case blanche a2 · Fou blanc sur case noire b2 · Dame blanche sur case blanche c2 · Pion blanc sur case noire d2 · Fou blanc sur case blanche e2 · Tour blanche sur case noire a1 · Cavalier blanc sur case blanche b1 · Roi blanc sur case noire e1 · Tour blanche sur case noire g1 · Tour noire sur case blanche h1 | Roi noir sur case blanche c8 · Tour noire sur case noire d8 · Pion noir sur case noire a7 · Pion noir sur case blanche b7 · Pion noir sur case noire c7 · Dame noire sur case noire e7 · Pion noir sur case blanche f7 · Pion noir sur case noire g7 · Pion noir sur case blanche c6 · Fou noir sur case noire c5 · Fou noir sur case blanche f5 · Pion blanc sur case blanche c4 · Pion noir sur case blanche e4 · Pion blanc sur case noire f4 · Pion blanc sur case blanche g4 · Pion blanc sur case blanche b3 · Pion blanc sur case noire e3 · Pion noir sur case noire g3 · Pion blanc sur case blanche a2 · Fou blanc sur case noire b2 · Dame blanche sur case blanche c2 · Pion blanc sur case noire d2 · Fou blanc sur case blanche e2 · Tour blanche sur case noire a1 · Cavalier blanc sur case blanche b1 · Roi blanc sur case noire e1 · Tour blanche sur case noire g1 · Tour noire sur case blanche h1 | Roi noir sur case blanche c8 · Tour noire sur case noire d8 · Pion noir sur case noire a7 · Pion noir sur case blanche b7 · Pion noir sur case noire c7 · Dame noire sur case noire e7 · Pion noir sur case blanche f7 · Pion noir sur case noire g7 · Pion noir sur case blanche c6 · Fou noir sur case noire c5 · Fou noir sur case blanche f5 · Pion blanc sur case blanche c4 · Pion noir sur case blanche e4 · Pion blanc sur case noire f4 · Pion blanc sur case blanche g4 · Pion blanc sur case blanche b3 · Pion blanc sur case noire e3 · Pion noir sur case noire g3 · Pion blanc sur case blanche a2 · Fou blanc sur case noire b2 · Dame blanche sur case blanche c2 · Pion blanc sur case noire d2 · Fou blanc sur case blanche e2 · Tour blanche sur case noire a1 · Cavalier blanc sur case blanche b1 · Roi blanc sur case noire e1 · Tour blanche sur case noire g1 · Tour noire sur case blanche h1 | Roi noir sur case blanche c8 · Tour noire sur case noire d8 · Pion noir sur case noire a7 · Pion noir sur case blanche b7 · Pion noir sur case noire c7 · Dame noire sur case noire e7 · Pion noir sur case blanche f7 · Pion noir sur case noire g7 · Pion noir sur case blanche c6 · Fou noir sur case noire c5 · Fou noir sur case blanche f5 · Pion blanc sur case blanche c4 · Pion noir sur case blanche e4 · Pion blanc sur case noire f4 · Pion blanc sur case blanche g4 · Pion blanc sur case blanche b3 · Pion blanc sur case noire e3 · Pion noir sur case noire g3 · Pion blanc sur case blanche a2 · Fou blanc sur case noire b2 · Dame blanche sur case blanche c2 · Pion blanc sur case noire d2 · Fou blanc sur case blanche e2 · Tour blanche sur case noire a1 · Cavalier blanc sur case blanche b1 · Roi blanc sur case noire e1 · Tour blanche sur case noire g1 · Tour noire sur case blanche h1 | Roi noir sur case blanche c8 · Tour noire sur case noire d8 · Pion noir sur case noire a7 · Pion noir sur case blanche b7 · Pion noir sur case noire c7 · Dame noire sur case noire e7 · Pion noir sur case blanche f7 · Pion noir sur case noire g7 · Pion noir sur case blanche c6 · Fou noir sur case noire c5 · Fou noir sur case blanche f5 · Pion blanc sur case blanche c4 · Pion noir sur case blanche e4 · Pion blanc sur case noire f4 · Pion blanc sur case blanche g4 · Pion blanc sur case blanche b3 · Pion blanc sur case noire e3 · Pion noir sur case noire g3 · Pion blanc sur case blanche a2 · Fou blanc sur case noire b2 · Dame blanche sur case blanche c2 · Pion blanc sur case noire d2 · Fou blanc sur case blanche e2 · Tour blanche sur case noire a1 · Cavalier blanc sur case blanche b1 · Roi blanc sur case noire e1 · Tour blanche sur case noire g1 · Tour noire sur case blanche h1 | 4 |
| 3 | Roi noir sur case blanche c8 · Tour noire sur case noire d8 · Pion noir sur case noire a7 · Pion noir sur case blanche b7 · Pion noir sur case noire c7 · Dame noire sur case noire e7 · Pion noir sur case blanche f7 · Pion noir sur case noire g7 · Pion noir sur case blanche c6 · Fou noir sur case noire c5 · Fou noir sur case blanche f5 · Pion blanc sur case blanche c4 · Pion noir sur case blanche e4 · Pion blanc sur case noire f4 · Pion blanc sur case blanche g4 · Pion blanc sur case blanche b3 · Pion blanc sur case noire e3 · Pion noir sur case noire g3 · Pion blanc sur case blanche a2 · Fou blanc sur case noire b2 · Dame blanche sur case blanche c2 · Pion blanc sur case noire d2 · Fou blanc sur case blanche e2 · Tour blanche sur case noire a1 · Cavalier blanc sur case blanche b1 · Roi blanc sur case noire e1 · Tour blanche sur case noire g1 · Tour noire sur case blanche h1 | Roi noir sur case blanche c8 · Tour noire sur case noire d8 · Pion noir sur case noire a7 · Pion noir sur case blanche b7 · Pion noir sur case noire c7 · Dame noire sur case noire e7 · Pion noir sur case blanche f7 · Pion noir sur case noire g7 · Pion noir sur case blanche c6 · Fou noir sur case noire c5 · Fou noir sur case blanche f5 · Pion blanc sur case blanche c4 · Pion noir sur case blanche e4 · Pion blanc sur case noire f4 · Pion blanc sur case blanche g4 · Pion blanc sur case blanche b3 · Pion blanc sur case noire e3 · Pion noir sur case noire g3 · Pion blanc sur case blanche a2 · Fou blanc sur case noire b2 · Dame blanche sur case blanche c2 · Pion blanc sur case noire d2 · Fou blanc sur case blanche e2 · Tour blanche sur case noire a1 · Cavalier blanc sur case blanche b1 · Roi blanc sur case noire e1 · Tour blanche sur case noire g1 · Tour noire sur case blanche h1 | Roi noir sur case blanche c8 · Tour noire sur case noire d8 · Pion noir sur case noire a7 · Pion noir sur case blanche b7 · Pion noir sur case noire c7 · Dame noire sur case noire e7 · Pion noir sur case blanche f7 · Pion noir sur case noire g7 · Pion noir sur case blanche c6 · Fou noir sur case noire c5 · Fou noir sur case blanche f5 · Pion blanc sur case blanche c4 · Pion noir sur case blanche e4 · Pion blanc sur case noire f4 · Pion blanc sur case blanche g4 · Pion blanc sur case blanche b3 · Pion blanc sur case noire e3 · Pion noir sur case noire g3 · Pion blanc sur case blanche a2 · Fou blanc sur case noire b2 · Dame blanche sur case blanche c2 · Pion blanc sur case noire d2 · Fou blanc sur case blanche e2 · Tour blanche sur case noire a1 · Cavalier blanc sur case blanche b1 · Roi blanc sur case noire e1 · Tour blanche sur case noire g1 · Tour noire sur case blanche h1 | Roi noir sur case blanche c8 · Tour noire sur case noire d8 · Pion noir sur case noire a7 · Pion noir sur case blanche b7 · Pion noir sur case noire c7 · Dame noire sur case noire e7 · Pion noir sur case blanche f7 · Pion noir sur case noire g7 · Pion noir sur case blanche c6 · Fou noir sur case noire c5 · Fou noir sur case blanche f5 · Pion blanc sur case blanche c4 · Pion noir sur case blanche e4 · Pion blanc sur case noire f4 · Pion blanc sur case blanche g4 · Pion blanc sur case blanche b3 · Pion blanc sur case noire e3 · Pion noir sur case noire g3 · Pion blanc sur case blanche a2 · Fou blanc sur case noire b2 · Dame blanche sur case blanche c2 · Pion blanc sur case noire d2 · Fou blanc sur case blanche e2 · Tour blanche sur case noire a1 · Cavalier blanc sur case blanche b1 · Roi blanc sur case noire e1 · Tour blanche sur case noire g1 · Tour noire sur case blanche h1 | Roi noir sur case blanche c8 · Tour noire sur case noire d8 · Pion noir sur case noire a7 · Pion noir sur case blanche b7 · Pion noir sur case noire c7 · Dame noire sur case noire e7 · Pion noir sur case blanche f7 · Pion noir sur case noire g7 · Pion noir sur case blanche c6 · Fou noir sur case noire c5 · Fou noir sur case blanche f5 · Pion blanc sur case blanche c4 · Pion noir sur case blanche e4 · Pion blanc sur case noire f4 · Pion blanc sur case blanche g4 · Pion blanc sur case blanche b3 · Pion blanc sur case noire e3 · Pion noir sur case noire g3 · Pion blanc sur case blanche a2 · Fou blanc sur case noire b2 · Dame blanche sur case blanche c2 · Pion blanc sur case noire d2 · Fou blanc sur case blanche e2 · Tour blanche sur case noire a1 · Cavalier blanc sur case blanche b1 · Roi blanc sur case noire e1 · Tour blanche sur case noire g1 · Tour noire sur case blanche h1 | Roi noir sur case blanche c8 · Tour noire sur case noire d8 · Pion noir sur case noire a7 · Pion noir sur case blanche b7 · Pion noir sur case noire c7 · Dame noire sur case noire e7 · Pion noir sur case blanche f7 · Pion noir sur case noire g7 · Pion noir sur case blanche c6 · Fou noir sur case noire c5 · Fou noir sur case blanche f5 · Pion blanc sur case blanche c4 · Pion noir sur case blanche e4 · Pion blanc sur case noire f4 · Pion blanc sur case blanche g4 · Pion blanc sur case blanche b3 · Pion blanc sur case noire e3 · Pion noir sur case noire g3 · Pion blanc sur case blanche a2 · Fou blanc sur case noire b2 · Dame blanche sur case blanche c2 · Pion blanc sur case noire d2 · Fou blanc sur case blanche e2 · Tour blanche sur case noire a1 · Cavalier blanc sur case blanche b1 · Roi blanc sur case noire e1 · Tour blanche sur case noire g1 · Tour noire sur case blanche h1 | Roi noir sur case blanche c8 · Tour noire sur case noire d8 · Pion noir sur case noire a7 · Pion noir sur case blanche b7 · Pion noir sur case noire c7 · Dame noire sur case noire e7 · Pion noir sur case blanche f7 · Pion noir sur case noire g7 · Pion noir sur case blanche c6 · Fou noir sur case noire c5 · Fou noir sur case blanche f5 · Pion blanc sur case blanche c4 · Pion noir sur case blanche e4 · Pion blanc sur case noire f4 · Pion blanc sur case blanche g4 · Pion blanc sur case blanche b3 · Pion blanc sur case noire e3 · Pion noir sur case noire g3 · Pion blanc sur case blanche a2 · Fou blanc sur case noire b2 · Dame blanche sur case blanche c2 · Pion blanc sur case noire d2 · Fou blanc sur case blanche e2 · Tour blanche sur case noire a1 · Cavalier blanc sur case blanche b1 · Roi blanc sur case noire e1 · Tour blanche sur case noire g1 · Tour noire sur case blanche h1 | Roi noir sur case blanche c8 · Tour noire sur case noire d8 · Pion noir sur case noire a7 · Pion noir sur case blanche b7 · Pion noir sur case noire c7 · Dame noire sur case noire e7 · Pion noir sur case blanche f7 · Pion noir sur case noire g7 · Pion noir sur case blanche c6 · Fou noir sur case noire c5 · Fou noir sur case blanche f5 · Pion blanc sur case blanche c4 · Pion noir sur case blanche e4 · Pion blanc sur case noire f4 · Pion blanc sur case blanche g4 · Pion blanc sur case blanche b3 · Pion blanc sur case noire e3 · Pion noir sur case noire g3 · Pion blanc sur case blanche a2 · Fou blanc sur case noire b2 · Dame blanche sur case blanche c2 · Pion blanc sur case noire d2 · Fou blanc sur case blanche e2 · Tour blanche sur case noire a1 · Cavalier blanc sur case blanche b1 · Roi blanc sur case noire e1 · Tour blanche sur case noire g1 · Tour noire sur case blanche h1 | 3 |
| 2 | Roi noir sur case blanche c8 · Tour noire sur case noire d8 · Pion noir sur case noire a7 · Pion noir sur case blanche b7 · Pion noir sur case noire c7 · Dame noire sur case noire e7 · Pion noir sur case blanche f7 · Pion noir sur case noire g7 · Pion noir sur case blanche c6 · Fou noir sur case noire c5 · Fou noir sur case blanche f5 · Pion blanc sur case blanche c4 · Pion noir sur case blanche e4 · Pion blanc sur case noire f4 · Pion blanc sur case blanche g4 · Pion blanc sur case blanche b3 · Pion blanc sur case noire e3 · Pion noir sur case noire g3 · Pion blanc sur case blanche a2 · Fou blanc sur case noire b2 · Dame blanche sur case blanche c2 · Pion blanc sur case noire d2 · Fou blanc sur case blanche e2 · Tour blanche sur case noire a1 · Cavalier blanc sur case blanche b1 · Roi blanc sur case noire e1 · Tour blanche sur case noire g1 · Tour noire sur case blanche h1 | Roi noir sur case blanche c8 · Tour noire sur case noire d8 · Pion noir sur case noire a7 · Pion noir sur case blanche b7 · Pion noir sur case noire c7 · Dame noire sur case noire e7 · Pion noir sur case blanche f7 · Pion noir sur case noire g7 · Pion noir sur case blanche c6 · Fou noir sur case noire c5 · Fou noir sur case blanche f5 · Pion blanc sur case blanche c4 · Pion noir sur case blanche e4 · Pion blanc sur case noire f4 · Pion blanc sur case blanche g4 · Pion blanc sur case blanche b3 · Pion blanc sur case noire e3 · Pion noir sur case noire g3 · Pion blanc sur case blanche a2 · Fou blanc sur case noire b2 · Dame blanche sur case blanche c2 · Pion blanc sur case noire d2 · Fou blanc sur case blanche e2 · Tour blanche sur case noire a1 · Cavalier blanc sur case blanche b1 · Roi blanc sur case noire e1 · Tour blanche sur case noire g1 · Tour noire sur case blanche h1 | Roi noir sur case blanche c8 · Tour noire sur case noire d8 · Pion noir sur case noire a7 · Pion noir sur case blanche b7 · Pion noir sur case noire c7 · Dame noire sur case noire e7 · Pion noir sur case blanche f7 · Pion noir sur case noire g7 · Pion noir sur case blanche c6 · Fou noir sur case noire c5 · Fou noir sur case blanche f5 · Pion blanc sur case blanche c4 · Pion noir sur case blanche e4 · Pion blanc sur case noire f4 · Pion blanc sur case blanche g4 · Pion blanc sur case blanche b3 · Pion blanc sur case noire e3 · Pion noir sur case noire g3 · Pion blanc sur case blanche a2 · Fou blanc sur case noire b2 · Dame blanche sur case blanche c2 · Pion blanc sur case noire d2 · Fou blanc sur case blanche e2 · Tour blanche sur case noire a1 · Cavalier blanc sur case blanche b1 · Roi blanc sur case noire e1 · Tour blanche sur case noire g1 · Tour noire sur case blanche h1 | Roi noir sur case blanche c8 · Tour noire sur case noire d8 · Pion noir sur case noire a7 · Pion noir sur case blanche b7 · Pion noir sur case noire c7 · Dame noire sur case noire e7 · Pion noir sur case blanche f7 · Pion noir sur case noire g7 · Pion noir sur case blanche c6 · Fou noir sur case noire c5 · Fou noir sur case blanche f5 · Pion blanc sur case blanche c4 · Pion noir sur case blanche e4 · Pion blanc sur case noire f4 · Pion blanc sur case blanche g4 · Pion blanc sur case blanche b3 · Pion blanc sur case noire e3 · Pion noir sur case noire g3 · Pion blanc sur case blanche a2 · Fou blanc sur case noire b2 · Dame blanche sur case blanche c2 · Pion blanc sur case noire d2 · Fou blanc sur case blanche e2 · Tour blanche sur case noire a1 · Cavalier blanc sur case blanche b1 · Roi blanc sur case noire e1 · Tour blanche sur case noire g1 · Tour noire sur case blanche h1 | Roi noir sur case blanche c8 · Tour noire sur case noire d8 · Pion noir sur case noire a7 · Pion noir sur case blanche b7 · Pion noir sur case noire c7 · Dame noire sur case noire e7 · Pion noir sur case blanche f7 · Pion noir sur case noire g7 · Pion noir sur case blanche c6 · Fou noir sur case noire c5 · Fou noir sur case blanche f5 · Pion blanc sur case blanche c4 · Pion noir sur case blanche e4 · Pion blanc sur case noire f4 · Pion blanc sur case blanche g4 · Pion blanc sur case blanche b3 · Pion blanc sur case noire e3 · Pion noir sur case noire g3 · Pion blanc sur case blanche a2 · Fou blanc sur case noire b2 · Dame blanche sur case blanche c2 · Pion blanc sur case noire d2 · Fou blanc sur case blanche e2 · Tour blanche sur case noire a1 · Cavalier blanc sur case blanche b1 · Roi blanc sur case noire e1 · Tour blanche sur case noire g1 · Tour noire sur case blanche h1 | Roi noir sur case blanche c8 · Tour noire sur case noire d8 · Pion noir sur case noire a7 · Pion noir sur case blanche b7 · Pion noir sur case noire c7 · Dame noire sur case noire e7 · Pion noir sur case blanche f7 · Pion noir sur case noire g7 · Pion noir sur case blanche c6 · Fou noir sur case noire c5 · Fou noir sur case blanche f5 · Pion blanc sur case blanche c4 · Pion noir sur case blanche e4 · Pion blanc sur case noire f4 · Pion blanc sur case blanche g4 · Pion blanc sur case blanche b3 · Pion blanc sur case noire e3 · Pion noir sur case noire g3 · Pion blanc sur case blanche a2 · Fou blanc sur case noire b2 · Dame blanche sur case blanche c2 · Pion blanc sur case noire d2 · Fou blanc sur case blanche e2 · Tour blanche sur case noire a1 · Cavalier blanc sur case blanche b1 · Roi blanc sur case noire e1 · Tour blanche sur case noire g1 · Tour noire sur case blanche h1 | Roi noir sur case blanche c8 · Tour noire sur case noire d8 · Pion noir sur case noire a7 · Pion noir sur case blanche b7 · Pion noir sur case noire c7 · Dame noire sur case noire e7 · Pion noir sur case blanche f7 · Pion noir sur case noire g7 · Pion noir sur case blanche c6 · Fou noir sur case noire c5 · Fou noir sur case blanche f5 · Pion blanc sur case blanche c4 · Pion noir sur case blanche e4 · Pion blanc sur case noire f4 · Pion blanc sur case blanche g4 · Pion blanc sur case blanche b3 · Pion blanc sur case noire e3 · Pion noir sur case noire g3 · Pion blanc sur case blanche a2 · Fou blanc sur case noire b2 · Dame blanche sur case blanche c2 · Pion blanc sur case noire d2 · Fou blanc sur case blanche e2 · Tour blanche sur case noire a1 · Cavalier blanc sur case blanche b1 · Roi blanc sur case noire e1 · Tour blanche sur case noire g1 · Tour noire sur case blanche h1 | Roi noir sur case blanche c8 · Tour noire sur case noire d8 · Pion noir sur case noire a7 · Pion noir sur case blanche b7 · Pion noir sur case noire c7 · Dame noire sur case noire e7 · Pion noir sur case blanche f7 · Pion noir sur case noire g7 · Pion noir sur case blanche c6 · Fou noir sur case noire c5 · Fou noir sur case blanche f5 · Pion blanc sur case blanche c4 · Pion noir sur case blanche e4 · Pion blanc sur case noire f4 · Pion blanc sur case blanche g4 · Pion blanc sur case blanche b3 · Pion blanc sur case noire e3 · Pion noir sur case noire g3 · Pion blanc sur case blanche a2 · Fou blanc sur case noire b2 · Dame blanche sur case blanche c2 · Pion blanc sur case noire d2 · Fou blanc sur case blanche e2 · Tour blanche sur case noire a1 · Cavalier blanc sur case blanche b1 · Roi blanc sur case noire e1 · Tour blanche sur case noire g1 · Tour noire sur case blanche h1 | 2 |
| 1 | Roi noir sur case blanche c8 · Tour noire sur case noire d8 · Pion noir sur case noire a7 · Pion noir sur case blanche b7 · Pion noir sur case noire c7 · Dame noire sur case noire e7 · Pion noir sur case blanche f7 · Pion noir sur case noire g7 · Pion noir sur case blanche c6 · Fou noir sur case noire c5 · Fou noir sur case blanche f5 · Pion blanc sur case blanche c4 · Pion noir sur case blanche e4 · Pion blanc sur case noire f4 · Pion blanc sur case blanche g4 · Pion blanc sur case blanche b3 · Pion blanc sur case noire e3 · Pion noir sur case noire g3 · Pion blanc sur case blanche a2 · Fou blanc sur case noire b2 · Dame blanche sur case blanche c2 · Pion blanc sur case noire d2 · Fou blanc sur case blanche e2 · Tour blanche sur case noire a1 · Cavalier blanc sur case blanche b1 · Roi blanc sur case noire e1 · Tour blanche sur case noire g1 · Tour noire sur case blanche h1 | Roi noir sur case blanche c8 · Tour noire sur case noire d8 · Pion noir sur case noire a7 · Pion noir sur case blanche b7 · Pion noir sur case noire c7 · Dame noire sur case noire e7 · Pion noir sur case blanche f7 · Pion noir sur case noire g7 · Pion noir sur case blanche c6 · Fou noir sur case noire c5 · Fou noir sur case blanche f5 · Pion blanc sur case blanche c4 · Pion noir sur case blanche e4 · Pion blanc sur case noire f4 · Pion blanc sur case blanche g4 · Pion blanc sur case blanche b3 · Pion blanc sur case noire e3 · Pion noir sur case noire g3 · Pion blanc sur case blanche a2 · Fou blanc sur case noire b2 · Dame blanche sur case blanche c2 · Pion blanc sur case noire d2 · Fou blanc sur case blanche e2 · Tour blanche sur case noire a1 · Cavalier blanc sur case blanche b1 · Roi blanc sur case noire e1 · Tour blanche sur case noire g1 · Tour noire sur case blanche h1 | Roi noir sur case blanche c8 · Tour noire sur case noire d8 · Pion noir sur case noire a7 · Pion noir sur case blanche b7 · Pion noir sur case noire c7 · Dame noire sur case noire e7 · Pion noir sur case blanche f7 · Pion noir sur case noire g7 · Pion noir sur case blanche c6 · Fou noir sur case noire c5 · Fou noir sur case blanche f5 · Pion blanc sur case blanche c4 · Pion noir sur case blanche e4 · Pion blanc sur case noire f4 · Pion blanc sur case blanche g4 · Pion blanc sur case blanche b3 · Pion blanc sur case noire e3 · Pion noir sur case noire g3 · Pion blanc sur case blanche a2 · Fou blanc sur case noire b2 · Dame blanche sur case blanche c2 · Pion blanc sur case noire d2 · Fou blanc sur case blanche e2 · Tour blanche sur case noire a1 · Cavalier blanc sur case blanche b1 · Roi blanc sur case noire e1 · Tour blanche sur case noire g1 · Tour noire sur case blanche h1 | Roi noir sur case blanche c8 · Tour noire sur case noire d8 · Pion noir sur case noire a7 · Pion noir sur case blanche b7 · Pion noir sur case noire c7 · Dame noire sur case noire e7 · Pion noir sur case blanche f7 · Pion noir sur case noire g7 · Pion noir sur case blanche c6 · Fou noir sur case noire c5 · Fou noir sur case blanche f5 · Pion blanc sur case blanche c4 · Pion noir sur case blanche e4 · Pion blanc sur case noire f4 · Pion blanc sur case blanche g4 · Pion blanc sur case blanche b3 · Pion blanc sur case noire e3 · Pion noir sur case noire g3 · Pion blanc sur case blanche a2 · Fou blanc sur case noire b2 · Dame blanche sur case blanche c2 · Pion blanc sur case noire d2 · Fou blanc sur case blanche e2 · Tour blanche sur case noire a1 · Cavalier blanc sur case blanche b1 · Roi blanc sur case noire e1 · Tour blanche sur case noire g1 · Tour noire sur case blanche h1 | Roi noir sur case blanche c8 · Tour noire sur case noire d8 · Pion noir sur case noire a7 · Pion noir sur case blanche b7 · Pion noir sur case noire c7 · Dame noire sur case noire e7 · Pion noir sur case blanche f7 · Pion noir sur case noire g7 · Pion noir sur case blanche c6 · Fou noir sur case noire c5 · Fou noir sur case blanche f5 · Pion blanc sur case blanche c4 · Pion noir sur case blanche e4 · Pion blanc sur case noire f4 · Pion blanc sur case blanche g4 · Pion blanc sur case blanche b3 · Pion blanc sur case noire e3 · Pion noir sur case noire g3 · Pion blanc sur case blanche a2 · Fou blanc sur case noire b2 · Dame blanche sur case blanche c2 · Pion blanc sur case noire d2 · Fou blanc sur case blanche e2 · Tour blanche sur case noire a1 · Cavalier blanc sur case blanche b1 · Roi blanc sur case noire e1 · Tour blanche sur case noire g1 · Tour noire sur case blanche h1 | Roi noir sur case blanche c8 · Tour noire sur case noire d8 · Pion noir sur case noire a7 · Pion noir sur case blanche b7 · Pion noir sur case noire c7 · Dame noire sur case noire e7 · Pion noir sur case blanche f7 · Pion noir sur case noire g7 · Pion noir sur case blanche c6 · Fou noir sur case noire c5 · Fou noir sur case blanche f5 · Pion blanc sur case blanche c4 · Pion noir sur case blanche e4 · Pion blanc sur case noire f4 · Pion blanc sur case blanche g4 · Pion blanc sur case blanche b3 · Pion blanc sur case noire e3 · Pion noir sur case noire g3 · Pion blanc sur case blanche a2 · Fou blanc sur case noire b2 · Dame blanche sur case blanche c2 · Pion blanc sur case noire d2 · Fou blanc sur case blanche e2 · Tour blanche sur case noire a1 · Cavalier blanc sur case blanche b1 · Roi blanc sur case noire e1 · Tour blanche sur case noire g1 · Tour noire sur case blanche h1 | Roi noir sur case blanche c8 · Tour noire sur case noire d8 · Pion noir sur case noire a7 · Pion noir sur case blanche b7 · Pion noir sur case noire c7 · Dame noire sur case noire e7 · Pion noir sur case blanche f7 · Pion noir sur case noire g7 · Pion noir sur case blanche c6 · Fou noir sur case noire c5 · Fou noir sur case blanche f5 · Pion blanc sur case blanche c4 · Pion noir sur case blanche e4 · Pion blanc sur case noire f4 · Pion blanc sur case blanche g4 · Pion blanc sur case blanche b3 · Pion blanc sur case noire e3 · Pion noir sur case noire g3 · Pion blanc sur case blanche a2 · Fou blanc sur case noire b2 · Dame blanche sur case blanche c2 · Pion blanc sur case noire d2 · Fou blanc sur case blanche e2 · Tour blanche sur case noire a1 · Cavalier blanc sur case blanche b1 · Roi blanc sur case noire e1 · Tour blanche sur case noire g1 · Tour noire sur case blanche h1 | Roi noir sur case blanche c8 · Tour noire sur case noire d8 · Pion noir sur case noire a7 · Pion noir sur case blanche b7 · Pion noir sur case noire c7 · Dame noire sur case noire e7 · Pion noir sur case blanche f7 · Pion noir sur case noire g7 · Pion noir sur case blanche c6 · Fou noir sur case noire c5 · Fou noir sur case blanche f5 · Pion blanc sur case blanche c4 · Pion noir sur case blanche e4 · Pion blanc sur case noire f4 · Pion blanc sur case blanche g4 · Pion blanc sur case blanche b3 · Pion blanc sur case noire e3 · Pion noir sur case noire g3 · Pion blanc sur case blanche a2 · Fou blanc sur case noire b2 · Dame blanche sur case blanche c2 · Pion blanc sur case noire d2 · Fou blanc sur case blanche e2 · Tour blanche sur case noire a1 · Cavalier blanc sur case blanche b1 · Roi blanc sur case noire e1 · Tour blanche sur case noire g1 · Tour noire sur case blanche h1 | 1 |
|   | a | b | c | d | e | f | g | h |   |

|   | a | b | c | d | e | f | g | h |   |
| 8 | Roi noir sur case blanche c8 · Tour noire sur case noire d8 · Pion noir sur case noire a7 · Pion noir sur case blanche b7 · Pion noir sur case noire c7 · Pion noir sur case blanche f7 · Pion noir sur case noire g7 · Pion noir sur case blanche c6 · Fou noir sur case noire c5 · Fou noir sur case blanche f5 · Pion blanc sur case blanche c4 · Pion noir sur case blanche e4 · Pion blanc sur case noire f4 · Pion blanc sur case blanche g4 · Dame noire sur case noire h4 · Pion blanc sur case blanche b3 · Pion blanc sur case noire e3 · Pion blanc sur case blanche a2 · Fou blanc sur case noire b2 · Dame blanche sur case blanche c2 · Pion blanc sur case noire d2 · Fou blanc sur case blanche e2 · Tour blanche sur case noire a1 · Cavalier blanc sur case blanche b1 · Roi blanc sur case blanche d1 · Dame noire sur case blanche f1 | Roi noir sur case blanche c8 · Tour noire sur case noire d8 · Pion noir sur case noire a7 · Pion noir sur case blanche b7 · Pion noir sur case noire c7 · Pion noir sur case blanche f7 · Pion noir sur case noire g7 · Pion noir sur case blanche c6 · Fou noir sur case noire c5 · Fou noir sur case blanche f5 · Pion blanc sur case blanche c4 · Pion noir sur case blanche e4 · Pion blanc sur case noire f4 · Pion blanc sur case blanche g4 · Dame noire sur case noire h4 · Pion blanc sur case blanche b3 · Pion blanc sur case noire e3 · Pion blanc sur case blanche a2 · Fou blanc sur case noire b2 · Dame blanche sur case blanche c2 · Pion blanc sur case noire d2 · Fou blanc sur case blanche e2 · Tour blanche sur case noire a1 · Cavalier blanc sur case blanche b1 · Roi blanc sur case blanche d1 · Dame noire sur case blanche f1 | Roi noir sur case blanche c8 · Tour noire sur case noire d8 · Pion noir sur case noire a7 · Pion noir sur case blanche b7 · Pion noir sur case noire c7 · Pion noir sur case blanche f7 · Pion noir sur case noire g7 · Pion noir sur case blanche c6 · Fou noir sur case noire c5 · Fou noir sur case blanche f5 · Pion blanc sur case blanche c4 · Pion noir sur case blanche e4 · Pion blanc sur case noire f4 · Pion blanc sur case blanche g4 · Dame noire sur case noire h4 · Pion blanc sur case blanche b3 · Pion blanc sur case noire e3 · Pion blanc sur case blanche a2 · Fou blanc sur case noire b2 · Dame blanche sur case blanche c2 · Pion blanc sur case noire d2 · Fou blanc sur case blanche e2 · Tour blanche sur case noire a1 · Cavalier blanc sur case blanche b1 · Roi blanc sur case blanche d1 · Dame noire sur case blanche f1 | Roi noir sur case blanche c8 · Tour noire sur case noire d8 · Pion noir sur case noire a7 · Pion noir sur case blanche b7 · Pion noir sur case noire c7 · Pion noir sur case blanche f7 · Pion noir sur case noire g7 · Pion noir sur case blanche c6 · Fou noir sur case noire c5 · Fou noir sur case blanche f5 · Pion blanc sur case blanche c4 · Pion noir sur case blanche e4 · Pion blanc sur case noire f4 · Pion blanc sur case blanche g4 · Dame noire sur case noire h4 · Pion blanc sur case blanche b3 · Pion blanc sur case noire e3 · Pion blanc sur case blanche a2 · Fou blanc sur case noire b2 · Dame blanche sur case blanche c2 · Pion blanc sur case noire d2 · Fou blanc sur case blanche e2 · Tour blanche sur case noire a1 · Cavalier blanc sur case blanche b1 · Roi blanc sur case blanche d1 · Dame noire sur case blanche f1 | Roi noir sur case blanche c8 · Tour noire sur case noire d8 · Pion noir sur case noire a7 · Pion noir sur case blanche b7 · Pion noir sur case noire c7 · Pion noir sur case blanche f7 · Pion noir sur case noire g7 · Pion noir sur case blanche c6 · Fou noir sur case noire c5 · Fou noir sur case blanche f5 · Pion blanc sur case blanche c4 · Pion noir sur case blanche e4 · Pion blanc sur case noire f4 · Pion blanc sur case blanche g4 · Dame noire sur case noire h4 · Pion blanc sur case blanche b3 · Pion blanc sur case noire e3 · Pion blanc sur case blanche a2 · Fou blanc sur case noire b2 · Dame blanche sur case blanche c2 · Pion blanc sur case noire d2 · Fou blanc sur case blanche e2 · Tour blanche sur case noire a1 · Cavalier blanc sur case blanche b1 · Roi blanc sur case blanche d1 · Dame noire sur case blanche f1 | Roi noir sur case blanche c8 · Tour noire sur case noire d8 · Pion noir sur case noire a7 · Pion noir sur case blanche b7 · Pion noir sur case noire c7 · Pion noir sur case blanche f7 · Pion noir sur case noire g7 · Pion noir sur case blanche c6 · Fou noir sur case noire c5 · Fou noir sur case blanche f5 · Pion blanc sur case blanche c4 · Pion noir sur case blanche e4 · Pion blanc sur case noire f4 · Pion blanc sur case blanche g4 · Dame noire sur case noire h4 · Pion blanc sur case blanche b3 · Pion blanc sur case noire e3 · Pion blanc sur case blanche a2 · Fou blanc sur case noire b2 · Dame blanche sur case blanche c2 · Pion blanc sur case noire d2 · Fou blanc sur case blanche e2 · Tour blanche sur case noire a1 · Cavalier blanc sur case blanche b1 · Roi blanc sur case blanche d1 · Dame noire sur case blanche f1 | Roi noir sur case blanche c8 · Tour noire sur case noire d8 · Pion noir sur case noire a7 · Pion noir sur case blanche b7 · Pion noir sur case noire c7 · Pion noir sur case blanche f7 · Pion noir sur case noire g7 · Pion noir sur case blanche c6 · Fou noir sur case noire c5 · Fou noir sur case blanche f5 · Pion blanc sur case blanche c4 · Pion noir sur case blanche e4 · Pion blanc sur case noire f4 · Pion blanc sur case blanche g4 · Dame noire sur case noire h4 · Pion blanc sur case blanche b3 · Pion blanc sur case noire e3 · Pion blanc sur case blanche a2 · Fou blanc sur case noire b2 · Dame blanche sur case blanche c2 · Pion blanc sur case noire d2 · Fou blanc sur case blanche e2 · Tour blanche sur case noire a1 · Cavalier blanc sur case blanche b1 · Roi blanc sur case blanche d1 · Dame noire sur case blanche f1 | Roi noir sur case blanche c8 · Tour noire sur case noire d8 · Pion noir sur case noire a7 · Pion noir sur case blanche b7 · Pion noir sur case noire c7 · Pion noir sur case blanche f7 · Pion noir sur case noire g7 · Pion noir sur case blanche c6 · Fou noir sur case noire c5 · Fou noir sur case blanche f5 · Pion blanc sur case blanche c4 · Pion noir sur case blanche e4 · Pion blanc sur case noire f4 · Pion blanc sur case blanche g4 · Dame noire sur case noire h4 · Pion blanc sur case blanche b3 · Pion blanc sur case noire e3 · Pion blanc sur case blanche a2 · Fou blanc sur case noire b2 · Dame blanche sur case blanche c2 · Pion blanc sur case noire d2 · Fou blanc sur case blanche e2 · Tour blanche sur case noire a1 · Cavalier blanc sur case blanche b1 · Roi blanc sur case blanche d1 · Dame noire sur case blanche f1 | 8 |
| 7 | Roi noir sur case blanche c8 · Tour noire sur case noire d8 · Pion noir sur case noire a7 · Pion noir sur case blanche b7 · Pion noir sur case noire c7 · Pion noir sur case blanche f7 · Pion noir sur case noire g7 · Pion noir sur case blanche c6 · Fou noir sur case noire c5 · Fou noir sur case blanche f5 · Pion blanc sur case blanche c4 · Pion noir sur case blanche e4 · Pion blanc sur case noire f4 · Pion blanc sur case blanche g4 · Dame noire sur case noire h4 · Pion blanc sur case blanche b3 · Pion blanc sur case noire e3 · Pion blanc sur case blanche a2 · Fou blanc sur case noire b2 · Dame blanche sur case blanche c2 · Pion blanc sur case noire d2 · Fou blanc sur case blanche e2 · Tour blanche sur case noire a1 · Cavalier blanc sur case blanche b1 · Roi blanc sur case blanche d1 · Dame noire sur case blanche f1 | Roi noir sur case blanche c8 · Tour noire sur case noire d8 · Pion noir sur case noire a7 · Pion noir sur case blanche b7 · Pion noir sur case noire c7 · Pion noir sur case blanche f7 · Pion noir sur case noire g7 · Pion noir sur case blanche c6 · Fou noir sur case noire c5 · Fou noir sur case blanche f5 · Pion blanc sur case blanche c4 · Pion noir sur case blanche e4 · Pion blanc sur case noire f4 · Pion blanc sur case blanche g4 · Dame noire sur case noire h4 · Pion blanc sur case blanche b3 · Pion blanc sur case noire e3 · Pion blanc sur case blanche a2 · Fou blanc sur case noire b2 · Dame blanche sur case blanche c2 · Pion blanc sur case noire d2 · Fou blanc sur case blanche e2 · Tour blanche sur case noire a1 · Cavalier blanc sur case blanche b1 · Roi blanc sur case blanche d1 · Dame noire sur case blanche f1 | Roi noir sur case blanche c8 · Tour noire sur case noire d8 · Pion noir sur case noire a7 · Pion noir sur case blanche b7 · Pion noir sur case noire c7 · Pion noir sur case blanche f7 · Pion noir sur case noire g7 · Pion noir sur case blanche c6 · Fou noir sur case noire c5 · Fou noir sur case blanche f5 · Pion blanc sur case blanche c4 · Pion noir sur case blanche e4 · Pion blanc sur case noire f4 · Pion blanc sur case blanche g4 · Dame noire sur case noire h4 · Pion blanc sur case blanche b3 · Pion blanc sur case noire e3 · Pion blanc sur case blanche a2 · Fou blanc sur case noire b2 · Dame blanche sur case blanche c2 · Pion blanc sur case noire d2 · Fou blanc sur case blanche e2 · Tour blanche sur case noire a1 · Cavalier blanc sur case blanche b1 · Roi blanc sur case blanche d1 · Dame noire sur case blanche f1 | Roi noir sur case blanche c8 · Tour noire sur case noire d8 · Pion noir sur case noire a7 · Pion noir sur case blanche b7 · Pion noir sur case noire c7 · Pion noir sur case blanche f7 · Pion noir sur case noire g7 · Pion noir sur case blanche c6 · Fou noir sur case noire c5 · Fou noir sur case blanche f5 · Pion blanc sur case blanche c4 · Pion noir sur case blanche e4 · Pion blanc sur case noire f4 · Pion blanc sur case blanche g4 · Dame noire sur case noire h4 · Pion blanc sur case blanche b3 · Pion blanc sur case noire e3 · Pion blanc sur case blanche a2 · Fou blanc sur case noire b2 · Dame blanche sur case blanche c2 · Pion blanc sur case noire d2 · Fou blanc sur case blanche e2 · Tour blanche sur case noire a1 · Cavalier blanc sur case blanche b1 · Roi blanc sur case blanche d1 · Dame noire sur case blanche f1 | Roi noir sur case blanche c8 · Tour noire sur case noire d8 · Pion noir sur case noire a7 · Pion noir sur case blanche b7 · Pion noir sur case noire c7 · Pion noir sur case blanche f7 · Pion noir sur case noire g7 · Pion noir sur case blanche c6 · Fou noir sur case noire c5 · Fou noir sur case blanche f5 · Pion blanc sur case blanche c4 · Pion noir sur case blanche e4 · Pion blanc sur case noire f4 · Pion blanc sur case blanche g4 · Dame noire sur case noire h4 · Pion blanc sur case blanche b3 · Pion blanc sur case noire e3 · Pion blanc sur case blanche a2 · Fou blanc sur case noire b2 · Dame blanche sur case blanche c2 · Pion blanc sur case noire d2 · Fou blanc sur case blanche e2 · Tour blanche sur case noire a1 · Cavalier blanc sur case blanche b1 · Roi blanc sur case blanche d1 · Dame noire sur case blanche f1 | Roi noir sur case blanche c8 · Tour noire sur case noire d8 · Pion noir sur case noire a7 · Pion noir sur case blanche b7 · Pion noir sur case noire c7 · Pion noir sur case blanche f7 · Pion noir sur case noire g7 · Pion noir sur case blanche c6 · Fou noir sur case noire c5 · Fou noir sur case blanche f5 · Pion blanc sur case blanche c4 · Pion noir sur case blanche e4 · Pion blanc sur case noire f4 · Pion blanc sur case blanche g4 · Dame noire sur case noire h4 · Pion blanc sur case blanche b3 · Pion blanc sur case noire e3 · Pion blanc sur case blanche a2 · Fou blanc sur case noire b2 · Dame blanche sur case blanche c2 · Pion blanc sur case noire d2 · Fou blanc sur case blanche e2 · Tour blanche sur case noire a1 · Cavalier blanc sur case blanche b1 · Roi blanc sur case blanche d1 · Dame noire sur case blanche f1 | Roi noir sur case blanche c8 · Tour noire sur case noire d8 · Pion noir sur case noire a7 · Pion noir sur case blanche b7 · Pion noir sur case noire c7 · Pion noir sur case blanche f7 · Pion noir sur case noire g7 · Pion noir sur case blanche c6 · Fou noir sur case noire c5 · Fou noir sur case blanche f5 · Pion blanc sur case blanche c4 · Pion noir sur case blanche e4 · Pion blanc sur case noire f4 · Pion blanc sur case blanche g4 · Dame noire sur case noire h4 · Pion blanc sur case blanche b3 · Pion blanc sur case noire e3 · Pion blanc sur case blanche a2 · Fou blanc sur case noire b2 · Dame blanche sur case blanche c2 · Pion blanc sur case noire d2 · Fou blanc sur case blanche e2 · Tour blanche sur case noire a1 · Cavalier blanc sur case blanche b1 · Roi blanc sur case blanche d1 · Dame noire sur case blanche f1 | Roi noir sur case blanche c8 · Tour noire sur case noire d8 · Pion noir sur case noire a7 · Pion noir sur case blanche b7 · Pion noir sur case noire c7 · Pion noir sur case blanche f7 · Pion noir sur case noire g7 · Pion noir sur case blanche c6 · Fou noir sur case noire c5 · Fou noir sur case blanche f5 · Pion blanc sur case blanche c4 · Pion noir sur case blanche e4 · Pion blanc sur case noire f4 · Pion blanc sur case blanche g4 · Dame noire sur case noire h4 · Pion blanc sur case blanche b3 · Pion blanc sur case noire e3 · Pion blanc sur case blanche a2 · Fou blanc sur case noire b2 · Dame blanche sur case blanche c2 · Pion blanc sur case noire d2 · Fou blanc sur case blanche e2 · Tour blanche sur case noire a1 · Cavalier blanc sur case blanche b1 · Roi blanc sur case blanche d1 · Dame noire sur case blanche f1 | 7 |
| 6 | Roi noir sur case blanche c8 · Tour noire sur case noire d8 · Pion noir sur case noire a7 · Pion noir sur case blanche b7 · Pion noir sur case noire c7 · Pion noir sur case blanche f7 · Pion noir sur case noire g7 · Pion noir sur case blanche c6 · Fou noir sur case noire c5 · Fou noir sur case blanche f5 · Pion blanc sur case blanche c4 · Pion noir sur case blanche e4 · Pion blanc sur case noire f4 · Pion blanc sur case blanche g4 · Dame noire sur case noire h4 · Pion blanc sur case blanche b3 · Pion blanc sur case noire e3 · Pion blanc sur case blanche a2 · Fou blanc sur case noire b2 · Dame blanche sur case blanche c2 · Pion blanc sur case noire d2 · Fou blanc sur case blanche e2 · Tour blanche sur case noire a1 · Cavalier blanc sur case blanche b1 · Roi blanc sur case blanche d1 · Dame noire sur case blanche f1 | Roi noir sur case blanche c8 · Tour noire sur case noire d8 · Pion noir sur case noire a7 · Pion noir sur case blanche b7 · Pion noir sur case noire c7 · Pion noir sur case blanche f7 · Pion noir sur case noire g7 · Pion noir sur case blanche c6 · Fou noir sur case noire c5 · Fou noir sur case blanche f5 · Pion blanc sur case blanche c4 · Pion noir sur case blanche e4 · Pion blanc sur case noire f4 · Pion blanc sur case blanche g4 · Dame noire sur case noire h4 · Pion blanc sur case blanche b3 · Pion blanc sur case noire e3 · Pion blanc sur case blanche a2 · Fou blanc sur case noire b2 · Dame blanche sur case blanche c2 · Pion blanc sur case noire d2 · Fou blanc sur case blanche e2 · Tour blanche sur case noire a1 · Cavalier blanc sur case blanche b1 · Roi blanc sur case blanche d1 · Dame noire sur case blanche f1 | Roi noir sur case blanche c8 · Tour noire sur case noire d8 · Pion noir sur case noire a7 · Pion noir sur case blanche b7 · Pion noir sur case noire c7 · Pion noir sur case blanche f7 · Pion noir sur case noire g7 · Pion noir sur case blanche c6 · Fou noir sur case noire c5 · Fou noir sur case blanche f5 · Pion blanc sur case blanche c4 · Pion noir sur case blanche e4 · Pion blanc sur case noire f4 · Pion blanc sur case blanche g4 · Dame noire sur case noire h4 · Pion blanc sur case blanche b3 · Pion blanc sur case noire e3 · Pion blanc sur case blanche a2 · Fou blanc sur case noire b2 · Dame blanche sur case blanche c2 · Pion blanc sur case noire d2 · Fou blanc sur case blanche e2 · Tour blanche sur case noire a1 · Cavalier blanc sur case blanche b1 · Roi blanc sur case blanche d1 · Dame noire sur case blanche f1 | Roi noir sur case blanche c8 · Tour noire sur case noire d8 · Pion noir sur case noire a7 · Pion noir sur case blanche b7 · Pion noir sur case noire c7 · Pion noir sur case blanche f7 · Pion noir sur case noire g7 · Pion noir sur case blanche c6 · Fou noir sur case noire c5 · Fou noir sur case blanche f5 · Pion blanc sur case blanche c4 · Pion noir sur case blanche e4 · Pion blanc sur case noire f4 · Pion blanc sur case blanche g4 · Dame noire sur case noire h4 · Pion blanc sur case blanche b3 · Pion blanc sur case noire e3 · Pion blanc sur case blanche a2 · Fou blanc sur case noire b2 · Dame blanche sur case blanche c2 · Pion blanc sur case noire d2 · Fou blanc sur case blanche e2 · Tour blanche sur case noire a1 · Cavalier blanc sur case blanche b1 · Roi blanc sur case blanche d1 · Dame noire sur case blanche f1 | Roi noir sur case blanche c8 · Tour noire sur case noire d8 · Pion noir sur case noire a7 · Pion noir sur case blanche b7 · Pion noir sur case noire c7 · Pion noir sur case blanche f7 · Pion noir sur case noire g7 · Pion noir sur case blanche c6 · Fou noir sur case noire c5 · Fou noir sur case blanche f5 · Pion blanc sur case blanche c4 · Pion noir sur case blanche e4 · Pion blanc sur case noire f4 · Pion blanc sur case blanche g4 · Dame noire sur case noire h4 · Pion blanc sur case blanche b3 · Pion blanc sur case noire e3 · Pion blanc sur case blanche a2 · Fou blanc sur case noire b2 · Dame blanche sur case blanche c2 · Pion blanc sur case noire d2 · Fou blanc sur case blanche e2 · Tour blanche sur case noire a1 · Cavalier blanc sur case blanche b1 · Roi blanc sur case blanche d1 · Dame noire sur case blanche f1 | Roi noir sur case blanche c8 · Tour noire sur case noire d8 · Pion noir sur case noire a7 · Pion noir sur case blanche b7 · Pion noir sur case noire c7 · Pion noir sur case blanche f7 · Pion noir sur case noire g7 · Pion noir sur case blanche c6 · Fou noir sur case noire c5 · Fou noir sur case blanche f5 · Pion blanc sur case blanche c4 · Pion noir sur case blanche e4 · Pion blanc sur case noire f4 · Pion blanc sur case blanche g4 · Dame noire sur case noire h4 · Pion blanc sur case blanche b3 · Pion blanc sur case noire e3 · Pion blanc sur case blanche a2 · Fou blanc sur case noire b2 · Dame blanche sur case blanche c2 · Pion blanc sur case noire d2 · Fou blanc sur case blanche e2 · Tour blanche sur case noire a1 · Cavalier blanc sur case blanche b1 · Roi blanc sur case blanche d1 · Dame noire sur case blanche f1 | Roi noir sur case blanche c8 · Tour noire sur case noire d8 · Pion noir sur case noire a7 · Pion noir sur case blanche b7 · Pion noir sur case noire c7 · Pion noir sur case blanche f7 · Pion noir sur case noire g7 · Pion noir sur case blanche c6 · Fou noir sur case noire c5 · Fou noir sur case blanche f5 · Pion blanc sur case blanche c4 · Pion noir sur case blanche e4 · Pion blanc sur case noire f4 · Pion blanc sur case blanche g4 · Dame noire sur case noire h4 · Pion blanc sur case blanche b3 · Pion blanc sur case noire e3 · Pion blanc sur case blanche a2 · Fou blanc sur case noire b2 · Dame blanche sur case blanche c2 · Pion blanc sur case noire d2 · Fou blanc sur case blanche e2 · Tour blanche sur case noire a1 · Cavalier blanc sur case blanche b1 · Roi blanc sur case blanche d1 · Dame noire sur case blanche f1 | Roi noir sur case blanche c8 · Tour noire sur case noire d8 · Pion noir sur case noire a7 · Pion noir sur case blanche b7 · Pion noir sur case noire c7 · Pion noir sur case blanche f7 · Pion noir sur case noire g7 · Pion noir sur case blanche c6 · Fou noir sur case noire c5 · Fou noir sur case blanche f5 · Pion blanc sur case blanche c4 · Pion noir sur case blanche e4 · Pion blanc sur case noire f4 · Pion blanc sur case blanche g4 · Dame noire sur case noire h4 · Pion blanc sur case blanche b3 · Pion blanc sur case noire e3 · Pion blanc sur case blanche a2 · Fou blanc sur case noire b2 · Dame blanche sur case blanche c2 · Pion blanc sur case noire d2 · Fou blanc sur case blanche e2 · Tour blanche sur case noire a1 · Cavalier blanc sur case blanche b1 · Roi blanc sur case blanche d1 · Dame noire sur case blanche f1 | 6 |
| 5 | Roi noir sur case blanche c8 · Tour noire sur case noire d8 · Pion noir sur case noire a7 · Pion noir sur case blanche b7 · Pion noir sur case noire c7 · Pion noir sur case blanche f7 · Pion noir sur case noire g7 · Pion noir sur case blanche c6 · Fou noir sur case noire c5 · Fou noir sur case blanche f5 · Pion blanc sur case blanche c4 · Pion noir sur case blanche e4 · Pion blanc sur case noire f4 · Pion blanc sur case blanche g4 · Dame noire sur case noire h4 · Pion blanc sur case blanche b3 · Pion blanc sur case noire e3 · Pion blanc sur case blanche a2 · Fou blanc sur case noire b2 · Dame blanche sur case blanche c2 · Pion blanc sur case noire d2 · Fou blanc sur case blanche e2 · Tour blanche sur case noire a1 · Cavalier blanc sur case blanche b1 · Roi blanc sur case blanche d1 · Dame noire sur case blanche f1 | Roi noir sur case blanche c8 · Tour noire sur case noire d8 · Pion noir sur case noire a7 · Pion noir sur case blanche b7 · Pion noir sur case noire c7 · Pion noir sur case blanche f7 · Pion noir sur case noire g7 · Pion noir sur case blanche c6 · Fou noir sur case noire c5 · Fou noir sur case blanche f5 · Pion blanc sur case blanche c4 · Pion noir sur case blanche e4 · Pion blanc sur case noire f4 · Pion blanc sur case blanche g4 · Dame noire sur case noire h4 · Pion blanc sur case blanche b3 · Pion blanc sur case noire e3 · Pion blanc sur case blanche a2 · Fou blanc sur case noire b2 · Dame blanche sur case blanche c2 · Pion blanc sur case noire d2 · Fou blanc sur case blanche e2 · Tour blanche sur case noire a1 · Cavalier blanc sur case blanche b1 · Roi blanc sur case blanche d1 · Dame noire sur case blanche f1 | Roi noir sur case blanche c8 · Tour noire sur case noire d8 · Pion noir sur case noire a7 · Pion noir sur case blanche b7 · Pion noir sur case noire c7 · Pion noir sur case blanche f7 · Pion noir sur case noire g7 · Pion noir sur case blanche c6 · Fou noir sur case noire c5 · Fou noir sur case blanche f5 · Pion blanc sur case blanche c4 · Pion noir sur case blanche e4 · Pion blanc sur case noire f4 · Pion blanc sur case blanche g4 · Dame noire sur case noire h4 · Pion blanc sur case blanche b3 · Pion blanc sur case noire e3 · Pion blanc sur case blanche a2 · Fou blanc sur case noire b2 · Dame blanche sur case blanche c2 · Pion blanc sur case noire d2 · Fou blanc sur case blanche e2 · Tour blanche sur case noire a1 · Cavalier blanc sur case blanche b1 · Roi blanc sur case blanche d1 · Dame noire sur case blanche f1 | Roi noir sur case blanche c8 · Tour noire sur case noire d8 · Pion noir sur case noire a7 · Pion noir sur case blanche b7 · Pion noir sur case noire c7 · Pion noir sur case blanche f7 · Pion noir sur case noire g7 · Pion noir sur case blanche c6 · Fou noir sur case noire c5 · Fou noir sur case blanche f5 · Pion blanc sur case blanche c4 · Pion noir sur case blanche e4 · Pion blanc sur case noire f4 · Pion blanc sur case blanche g4 · Dame noire sur case noire h4 · Pion blanc sur case blanche b3 · Pion blanc sur case noire e3 · Pion blanc sur case blanche a2 · Fou blanc sur case noire b2 · Dame blanche sur case blanche c2 · Pion blanc sur case noire d2 · Fou blanc sur case blanche e2 · Tour blanche sur case noire a1 · Cavalier blanc sur case blanche b1 · Roi blanc sur case blanche d1 · Dame noire sur case blanche f1 | Roi noir sur case blanche c8 · Tour noire sur case noire d8 · Pion noir sur case noire a7 · Pion noir sur case blanche b7 · Pion noir sur case noire c7 · Pion noir sur case blanche f7 · Pion noir sur case noire g7 · Pion noir sur case blanche c6 · Fou noir sur case noire c5 · Fou noir sur case blanche f5 · Pion blanc sur case blanche c4 · Pion noir sur case blanche e4 · Pion blanc sur case noire f4 · Pion blanc sur case blanche g4 · Dame noire sur case noire h4 · Pion blanc sur case blanche b3 · Pion blanc sur case noire e3 · Pion blanc sur case blanche a2 · Fou blanc sur case noire b2 · Dame blanche sur case blanche c2 · Pion blanc sur case noire d2 · Fou blanc sur case blanche e2 · Tour blanche sur case noire a1 · Cavalier blanc sur case blanche b1 · Roi blanc sur case blanche d1 · Dame noire sur case blanche f1 | Roi noir sur case blanche c8 · Tour noire sur case noire d8 · Pion noir sur case noire a7 · Pion noir sur case blanche b7 · Pion noir sur case noire c7 · Pion noir sur case blanche f7 · Pion noir sur case noire g7 · Pion noir sur case blanche c6 · Fou noir sur case noire c5 · Fou noir sur case blanche f5 · Pion blanc sur case blanche c4 · Pion noir sur case blanche e4 · Pion blanc sur case noire f4 · Pion blanc sur case blanche g4 · Dame noire sur case noire h4 · Pion blanc sur case blanche b3 · Pion blanc sur case noire e3 · Pion blanc sur case blanche a2 · Fou blanc sur case noire b2 · Dame blanche sur case blanche c2 · Pion blanc sur case noire d2 · Fou blanc sur case blanche e2 · Tour blanche sur case noire a1 · Cavalier blanc sur case blanche b1 · Roi blanc sur case blanche d1 · Dame noire sur case blanche f1 | Roi noir sur case blanche c8 · Tour noire sur case noire d8 · Pion noir sur case noire a7 · Pion noir sur case blanche b7 · Pion noir sur case noire c7 · Pion noir sur case blanche f7 · Pion noir sur case noire g7 · Pion noir sur case blanche c6 · Fou noir sur case noire c5 · Fou noir sur case blanche f5 · Pion blanc sur case blanche c4 · Pion noir sur case blanche e4 · Pion blanc sur case noire f4 · Pion blanc sur case blanche g4 · Dame noire sur case noire h4 · Pion blanc sur case blanche b3 · Pion blanc sur case noire e3 · Pion blanc sur case blanche a2 · Fou blanc sur case noire b2 · Dame blanche sur case blanche c2 · Pion blanc sur case noire d2 · Fou blanc sur case blanche e2 · Tour blanche sur case noire a1 · Cavalier blanc sur case blanche b1 · Roi blanc sur case blanche d1 · Dame noire sur case blanche f1 | Roi noir sur case blanche c8 · Tour noire sur case noire d8 · Pion noir sur case noire a7 · Pion noir sur case blanche b7 · Pion noir sur case noire c7 · Pion noir sur case blanche f7 · Pion noir sur case noire g7 · Pion noir sur case blanche c6 · Fou noir sur case noire c5 · Fou noir sur case blanche f5 · Pion blanc sur case blanche c4 · Pion noir sur case blanche e4 · Pion blanc sur case noire f4 · Pion blanc sur case blanche g4 · Dame noire sur case noire h4 · Pion blanc sur case blanche b3 · Pion blanc sur case noire e3 · Pion blanc sur case blanche a2 · Fou blanc sur case noire b2 · Dame blanche sur case blanche c2 · Pion blanc sur case noire d2 · Fou blanc sur case blanche e2 · Tour blanche sur case noire a1 · Cavalier blanc sur case blanche b1 · Roi blanc sur case blanche d1 · Dame noire sur case blanche f1 | 5 |
| 4 | Roi noir sur case blanche c8 · Tour noire sur case noire d8 · Pion noir sur case noire a7 · Pion noir sur case blanche b7 · Pion noir sur case noire c7 · Pion noir sur case blanche f7 · Pion noir sur case noire g7 · Pion noir sur case blanche c6 · Fou noir sur case noire c5 · Fou noir sur case blanche f5 · Pion blanc sur case blanche c4 · Pion noir sur case blanche e4 · Pion blanc sur case noire f4 · Pion blanc sur case blanche g4 · Dame noire sur case noire h4 · Pion blanc sur case blanche b3 · Pion blanc sur case noire e3 · Pion blanc sur case blanche a2 · Fou blanc sur case noire b2 · Dame blanche sur case blanche c2 · Pion blanc sur case noire d2 · Fou blanc sur case blanche e2 · Tour blanche sur case noire a1 · Cavalier blanc sur case blanche b1 · Roi blanc sur case blanche d1 · Dame noire sur case blanche f1 | Roi noir sur case blanche c8 · Tour noire sur case noire d8 · Pion noir sur case noire a7 · Pion noir sur case blanche b7 · Pion noir sur case noire c7 · Pion noir sur case blanche f7 · Pion noir sur case noire g7 · Pion noir sur case blanche c6 · Fou noir sur case noire c5 · Fou noir sur case blanche f5 · Pion blanc sur case blanche c4 · Pion noir sur case blanche e4 · Pion blanc sur case noire f4 · Pion blanc sur case blanche g4 · Dame noire sur case noire h4 · Pion blanc sur case blanche b3 · Pion blanc sur case noire e3 · Pion blanc sur case blanche a2 · Fou blanc sur case noire b2 · Dame blanche sur case blanche c2 · Pion blanc sur case noire d2 · Fou blanc sur case blanche e2 · Tour blanche sur case noire a1 · Cavalier blanc sur case blanche b1 · Roi blanc sur case blanche d1 · Dame noire sur case blanche f1 | Roi noir sur case blanche c8 · Tour noire sur case noire d8 · Pion noir sur case noire a7 · Pion noir sur case blanche b7 · Pion noir sur case noire c7 · Pion noir sur case blanche f7 · Pion noir sur case noire g7 · Pion noir sur case blanche c6 · Fou noir sur case noire c5 · Fou noir sur case blanche f5 · Pion blanc sur case blanche c4 · Pion noir sur case blanche e4 · Pion blanc sur case noire f4 · Pion blanc sur case blanche g4 · Dame noire sur case noire h4 · Pion blanc sur case blanche b3 · Pion blanc sur case noire e3 · Pion blanc sur case blanche a2 · Fou blanc sur case noire b2 · Dame blanche sur case blanche c2 · Pion blanc sur case noire d2 · Fou blanc sur case blanche e2 · Tour blanche sur case noire a1 · Cavalier blanc sur case blanche b1 · Roi blanc sur case blanche d1 · Dame noire sur case blanche f1 | Roi noir sur case blanche c8 · Tour noire sur case noire d8 · Pion noir sur case noire a7 · Pion noir sur case blanche b7 · Pion noir sur case noire c7 · Pion noir sur case blanche f7 · Pion noir sur case noire g7 · Pion noir sur case blanche c6 · Fou noir sur case noire c5 · Fou noir sur case blanche f5 · Pion blanc sur case blanche c4 · Pion noir sur case blanche e4 · Pion blanc sur case noire f4 · Pion blanc sur case blanche g4 · Dame noire sur case noire h4 · Pion blanc sur case blanche b3 · Pion blanc sur case noire e3 · Pion blanc sur case blanche a2 · Fou blanc sur case noire b2 · Dame blanche sur case blanche c2 · Pion blanc sur case noire d2 · Fou blanc sur case blanche e2 · Tour blanche sur case noire a1 · Cavalier blanc sur case blanche b1 · Roi blanc sur case blanche d1 · Dame noire sur case blanche f1 | Roi noir sur case blanche c8 · Tour noire sur case noire d8 · Pion noir sur case noire a7 · Pion noir sur case blanche b7 · Pion noir sur case noire c7 · Pion noir sur case blanche f7 · Pion noir sur case noire g7 · Pion noir sur case blanche c6 · Fou noir sur case noire c5 · Fou noir sur case blanche f5 · Pion blanc sur case blanche c4 · Pion noir sur case blanche e4 · Pion blanc sur case noire f4 · Pion blanc sur case blanche g4 · Dame noire sur case noire h4 · Pion blanc sur case blanche b3 · Pion blanc sur case noire e3 · Pion blanc sur case blanche a2 · Fou blanc sur case noire b2 · Dame blanche sur case blanche c2 · Pion blanc sur case noire d2 · Fou blanc sur case blanche e2 · Tour blanche sur case noire a1 · Cavalier blanc sur case blanche b1 · Roi blanc sur case blanche d1 · Dame noire sur case blanche f1 | Roi noir sur case blanche c8 · Tour noire sur case noire d8 · Pion noir sur case noire a7 · Pion noir sur case blanche b7 · Pion noir sur case noire c7 · Pion noir sur case blanche f7 · Pion noir sur case noire g7 · Pion noir sur case blanche c6 · Fou noir sur case noire c5 · Fou noir sur case blanche f5 · Pion blanc sur case blanche c4 · Pion noir sur case blanche e4 · Pion blanc sur case noire f4 · Pion blanc sur case blanche g4 · Dame noire sur case noire h4 · Pion blanc sur case blanche b3 · Pion blanc sur case noire e3 · Pion blanc sur case blanche a2 · Fou blanc sur case noire b2 · Dame blanche sur case blanche c2 · Pion blanc sur case noire d2 · Fou blanc sur case blanche e2 · Tour blanche sur case noire a1 · Cavalier blanc sur case blanche b1 · Roi blanc sur case blanche d1 · Dame noire sur case blanche f1 | Roi noir sur case blanche c8 · Tour noire sur case noire d8 · Pion noir sur case noire a7 · Pion noir sur case blanche b7 · Pion noir sur case noire c7 · Pion noir sur case blanche f7 · Pion noir sur case noire g7 · Pion noir sur case blanche c6 · Fou noir sur case noire c5 · Fou noir sur case blanche f5 · Pion blanc sur case blanche c4 · Pion noir sur case blanche e4 · Pion blanc sur case noire f4 · Pion blanc sur case blanche g4 · Dame noire sur case noire h4 · Pion blanc sur case blanche b3 · Pion blanc sur case noire e3 · Pion blanc sur case blanche a2 · Fou blanc sur case noire b2 · Dame blanche sur case blanche c2 · Pion blanc sur case noire d2 · Fou blanc sur case blanche e2 · Tour blanche sur case noire a1 · Cavalier blanc sur case blanche b1 · Roi blanc sur case blanche d1 · Dame noire sur case blanche f1 | Roi noir sur case blanche c8 · Tour noire sur case noire d8 · Pion noir sur case noire a7 · Pion noir sur case blanche b7 · Pion noir sur case noire c7 · Pion noir sur case blanche f7 · Pion noir sur case noire g7 · Pion noir sur case blanche c6 · Fou noir sur case noire c5 · Fou noir sur case blanche f5 · Pion blanc sur case blanche c4 · Pion noir sur case blanche e4 · Pion blanc sur case noire f4 · Pion blanc sur case blanche g4 · Dame noire sur case noire h4 · Pion blanc sur case blanche b3 · Pion blanc sur case noire e3 · Pion blanc sur case blanche a2 · Fou blanc sur case noire b2 · Dame blanche sur case blanche c2 · Pion blanc sur case noire d2 · Fou blanc sur case blanche e2 · Tour blanche sur case noire a1 · Cavalier blanc sur case blanche b1 · Roi blanc sur case blanche d1 · Dame noire sur case blanche f1 | 4 |
| 3 | Roi noir sur case blanche c8 · Tour noire sur case noire d8 · Pion noir sur case noire a7 · Pion noir sur case blanche b7 · Pion noir sur case noire c7 · Pion noir sur case blanche f7 · Pion noir sur case noire g7 · Pion noir sur case blanche c6 · Fou noir sur case noire c5 · Fou noir sur case blanche f5 · Pion blanc sur case blanche c4 · Pion noir sur case blanche e4 · Pion blanc sur case noire f4 · Pion blanc sur case blanche g4 · Dame noire sur case noire h4 · Pion blanc sur case blanche b3 · Pion blanc sur case noire e3 · Pion blanc sur case blanche a2 · Fou blanc sur case noire b2 · Dame blanche sur case blanche c2 · Pion blanc sur case noire d2 · Fou blanc sur case blanche e2 · Tour blanche sur case noire a1 · Cavalier blanc sur case blanche b1 · Roi blanc sur case blanche d1 · Dame noire sur case blanche f1 | Roi noir sur case blanche c8 · Tour noire sur case noire d8 · Pion noir sur case noire a7 · Pion noir sur case blanche b7 · Pion noir sur case noire c7 · Pion noir sur case blanche f7 · Pion noir sur case noire g7 · Pion noir sur case blanche c6 · Fou noir sur case noire c5 · Fou noir sur case blanche f5 · Pion blanc sur case blanche c4 · Pion noir sur case blanche e4 · Pion blanc sur case noire f4 · Pion blanc sur case blanche g4 · Dame noire sur case noire h4 · Pion blanc sur case blanche b3 · Pion blanc sur case noire e3 · Pion blanc sur case blanche a2 · Fou blanc sur case noire b2 · Dame blanche sur case blanche c2 · Pion blanc sur case noire d2 · Fou blanc sur case blanche e2 · Tour blanche sur case noire a1 · Cavalier blanc sur case blanche b1 · Roi blanc sur case blanche d1 · Dame noire sur case blanche f1 | Roi noir sur case blanche c8 · Tour noire sur case noire d8 · Pion noir sur case noire a7 · Pion noir sur case blanche b7 · Pion noir sur case noire c7 · Pion noir sur case blanche f7 · Pion noir sur case noire g7 · Pion noir sur case blanche c6 · Fou noir sur case noire c5 · Fou noir sur case blanche f5 · Pion blanc sur case blanche c4 · Pion noir sur case blanche e4 · Pion blanc sur case noire f4 · Pion blanc sur case blanche g4 · Dame noire sur case noire h4 · Pion blanc sur case blanche b3 · Pion blanc sur case noire e3 · Pion blanc sur case blanche a2 · Fou blanc sur case noire b2 · Dame blanche sur case blanche c2 · Pion blanc sur case noire d2 · Fou blanc sur case blanche e2 · Tour blanche sur case noire a1 · Cavalier blanc sur case blanche b1 · Roi blanc sur case blanche d1 · Dame noire sur case blanche f1 | Roi noir sur case blanche c8 · Tour noire sur case noire d8 · Pion noir sur case noire a7 · Pion noir sur case blanche b7 · Pion noir sur case noire c7 · Pion noir sur case blanche f7 · Pion noir sur case noire g7 · Pion noir sur case blanche c6 · Fou noir sur case noire c5 · Fou noir sur case blanche f5 · Pion blanc sur case blanche c4 · Pion noir sur case blanche e4 · Pion blanc sur case noire f4 · Pion blanc sur case blanche g4 · Dame noire sur case noire h4 · Pion blanc sur case blanche b3 · Pion blanc sur case noire e3 · Pion blanc sur case blanche a2 · Fou blanc sur case noire b2 · Dame blanche sur case blanche c2 · Pion blanc sur case noire d2 · Fou blanc sur case blanche e2 · Tour blanche sur case noire a1 · Cavalier blanc sur case blanche b1 · Roi blanc sur case blanche d1 · Dame noire sur case blanche f1 | Roi noir sur case blanche c8 · Tour noire sur case noire d8 · Pion noir sur case noire a7 · Pion noir sur case blanche b7 · Pion noir sur case noire c7 · Pion noir sur case blanche f7 · Pion noir sur case noire g7 · Pion noir sur case blanche c6 · Fou noir sur case noire c5 · Fou noir sur case blanche f5 · Pion blanc sur case blanche c4 · Pion noir sur case blanche e4 · Pion blanc sur case noire f4 · Pion blanc sur case blanche g4 · Dame noire sur case noire h4 · Pion blanc sur case blanche b3 · Pion blanc sur case noire e3 · Pion blanc sur case blanche a2 · Fou blanc sur case noire b2 · Dame blanche sur case blanche c2 · Pion blanc sur case noire d2 · Fou blanc sur case blanche e2 · Tour blanche sur case noire a1 · Cavalier blanc sur case blanche b1 · Roi blanc sur case blanche d1 · Dame noire sur case blanche f1 | Roi noir sur case blanche c8 · Tour noire sur case noire d8 · Pion noir sur case noire a7 · Pion noir sur case blanche b7 · Pion noir sur case noire c7 · Pion noir sur case blanche f7 · Pion noir sur case noire g7 · Pion noir sur case blanche c6 · Fou noir sur case noire c5 · Fou noir sur case blanche f5 · Pion blanc sur case blanche c4 · Pion noir sur case blanche e4 · Pion blanc sur case noire f4 · Pion blanc sur case blanche g4 · Dame noire sur case noire h4 · Pion blanc sur case blanche b3 · Pion blanc sur case noire e3 · Pion blanc sur case blanche a2 · Fou blanc sur case noire b2 · Dame blanche sur case blanche c2 · Pion blanc sur case noire d2 · Fou blanc sur case blanche e2 · Tour blanche sur case noire a1 · Cavalier blanc sur case blanche b1 · Roi blanc sur case blanche d1 · Dame noire sur case blanche f1 | Roi noir sur case blanche c8 · Tour noire sur case noire d8 · Pion noir sur case noire a7 · Pion noir sur case blanche b7 · Pion noir sur case noire c7 · Pion noir sur case blanche f7 · Pion noir sur case noire g7 · Pion noir sur case blanche c6 · Fou noir sur case noire c5 · Fou noir sur case blanche f5 · Pion blanc sur case blanche c4 · Pion noir sur case blanche e4 · Pion blanc sur case noire f4 · Pion blanc sur case blanche g4 · Dame noire sur case noire h4 · Pion blanc sur case blanche b3 · Pion blanc sur case noire e3 · Pion blanc sur case blanche a2 · Fou blanc sur case noire b2 · Dame blanche sur case blanche c2 · Pion blanc sur case noire d2 · Fou blanc sur case blanche e2 · Tour blanche sur case noire a1 · Cavalier blanc sur case blanche b1 · Roi blanc sur case blanche d1 · Dame noire sur case blanche f1 | Roi noir sur case blanche c8 · Tour noire sur case noire d8 · Pion noir sur case noire a7 · Pion noir sur case blanche b7 · Pion noir sur case noire c7 · Pion noir sur case blanche f7 · Pion noir sur case noire g7 · Pion noir sur case blanche c6 · Fou noir sur case noire c5 · Fou noir sur case blanche f5 · Pion blanc sur case blanche c4 · Pion noir sur case blanche e4 · Pion blanc sur case noire f4 · Pion blanc sur case blanche g4 · Dame noire sur case noire h4 · Pion blanc sur case blanche b3 · Pion blanc sur case noire e3 · Pion blanc sur case blanche a2 · Fou blanc sur case noire b2 · Dame blanche sur case blanche c2 · Pion blanc sur case noire d2 · Fou blanc sur case blanche e2 · Tour blanche sur case noire a1 · Cavalier blanc sur case blanche b1 · Roi blanc sur case blanche d1 · Dame noire sur case blanche f1 | 3 |
| 2 | Roi noir sur case blanche c8 · Tour noire sur case noire d8 · Pion noir sur case noire a7 · Pion noir sur case blanche b7 · Pion noir sur case noire c7 · Pion noir sur case blanche f7 · Pion noir sur case noire g7 · Pion noir sur case blanche c6 · Fou noir sur case noire c5 · Fou noir sur case blanche f5 · Pion blanc sur case blanche c4 · Pion noir sur case blanche e4 · Pion blanc sur case noire f4 · Pion blanc sur case blanche g4 · Dame noire sur case noire h4 · Pion blanc sur case blanche b3 · Pion blanc sur case noire e3 · Pion blanc sur case blanche a2 · Fou blanc sur case noire b2 · Dame blanche sur case blanche c2 · Pion blanc sur case noire d2 · Fou blanc sur case blanche e2 · Tour blanche sur case noire a1 · Cavalier blanc sur case blanche b1 · Roi blanc sur case blanche d1 · Dame noire sur case blanche f1 | Roi noir sur case blanche c8 · Tour noire sur case noire d8 · Pion noir sur case noire a7 · Pion noir sur case blanche b7 · Pion noir sur case noire c7 · Pion noir sur case blanche f7 · Pion noir sur case noire g7 · Pion noir sur case blanche c6 · Fou noir sur case noire c5 · Fou noir sur case blanche f5 · Pion blanc sur case blanche c4 · Pion noir sur case blanche e4 · Pion blanc sur case noire f4 · Pion blanc sur case blanche g4 · Dame noire sur case noire h4 · Pion blanc sur case blanche b3 · Pion blanc sur case noire e3 · Pion blanc sur case blanche a2 · Fou blanc sur case noire b2 · Dame blanche sur case blanche c2 · Pion blanc sur case noire d2 · Fou blanc sur case blanche e2 · Tour blanche sur case noire a1 · Cavalier blanc sur case blanche b1 · Roi blanc sur case blanche d1 · Dame noire sur case blanche f1 | Roi noir sur case blanche c8 · Tour noire sur case noire d8 · Pion noir sur case noire a7 · Pion noir sur case blanche b7 · Pion noir sur case noire c7 · Pion noir sur case blanche f7 · Pion noir sur case noire g7 · Pion noir sur case blanche c6 · Fou noir sur case noire c5 · Fou noir sur case blanche f5 · Pion blanc sur case blanche c4 · Pion noir sur case blanche e4 · Pion blanc sur case noire f4 · Pion blanc sur case blanche g4 · Dame noire sur case noire h4 · Pion blanc sur case blanche b3 · Pion blanc sur case noire e3 · Pion blanc sur case blanche a2 · Fou blanc sur case noire b2 · Dame blanche sur case blanche c2 · Pion blanc sur case noire d2 · Fou blanc sur case blanche e2 · Tour blanche sur case noire a1 · Cavalier blanc sur case blanche b1 · Roi blanc sur case blanche d1 · Dame noire sur case blanche f1 | Roi noir sur case blanche c8 · Tour noire sur case noire d8 · Pion noir sur case noire a7 · Pion noir sur case blanche b7 · Pion noir sur case noire c7 · Pion noir sur case blanche f7 · Pion noir sur case noire g7 · Pion noir sur case blanche c6 · Fou noir sur case noire c5 · Fou noir sur case blanche f5 · Pion blanc sur case blanche c4 · Pion noir sur case blanche e4 · Pion blanc sur case noire f4 · Pion blanc sur case blanche g4 · Dame noire sur case noire h4 · Pion blanc sur case blanche b3 · Pion blanc sur case noire e3 · Pion blanc sur case blanche a2 · Fou blanc sur case noire b2 · Dame blanche sur case blanche c2 · Pion blanc sur case noire d2 · Fou blanc sur case blanche e2 · Tour blanche sur case noire a1 · Cavalier blanc sur case blanche b1 · Roi blanc sur case blanche d1 · Dame noire sur case blanche f1 | Roi noir sur case blanche c8 · Tour noire sur case noire d8 · Pion noir sur case noire a7 · Pion noir sur case blanche b7 · Pion noir sur case noire c7 · Pion noir sur case blanche f7 · Pion noir sur case noire g7 · Pion noir sur case blanche c6 · Fou noir sur case noire c5 · Fou noir sur case blanche f5 · Pion blanc sur case blanche c4 · Pion noir sur case blanche e4 · Pion blanc sur case noire f4 · Pion blanc sur case blanche g4 · Dame noire sur case noire h4 · Pion blanc sur case blanche b3 · Pion blanc sur case noire e3 · Pion blanc sur case blanche a2 · Fou blanc sur case noire b2 · Dame blanche sur case blanche c2 · Pion blanc sur case noire d2 · Fou blanc sur case blanche e2 · Tour blanche sur case noire a1 · Cavalier blanc sur case blanche b1 · Roi blanc sur case blanche d1 · Dame noire sur case blanche f1 | Roi noir sur case blanche c8 · Tour noire sur case noire d8 · Pion noir sur case noire a7 · Pion noir sur case blanche b7 · Pion noir sur case noire c7 · Pion noir sur case blanche f7 · Pion noir sur case noire g7 · Pion noir sur case blanche c6 · Fou noir sur case noire c5 · Fou noir sur case blanche f5 · Pion blanc sur case blanche c4 · Pion noir sur case blanche e4 · Pion blanc sur case noire f4 · Pion blanc sur case blanche g4 · Dame noire sur case noire h4 · Pion blanc sur case blanche b3 · Pion blanc sur case noire e3 · Pion blanc sur case blanche a2 · Fou blanc sur case noire b2 · Dame blanche sur case blanche c2 · Pion blanc sur case noire d2 · Fou blanc sur case blanche e2 · Tour blanche sur case noire a1 · Cavalier blanc sur case blanche b1 · Roi blanc sur case blanche d1 · Dame noire sur case blanche f1 | Roi noir sur case blanche c8 · Tour noire sur case noire d8 · Pion noir sur case noire a7 · Pion noir sur case blanche b7 · Pion noir sur case noire c7 · Pion noir sur case blanche f7 · Pion noir sur case noire g7 · Pion noir sur case blanche c6 · Fou noir sur case noire c5 · Fou noir sur case blanche f5 · Pion blanc sur case blanche c4 · Pion noir sur case blanche e4 · Pion blanc sur case noire f4 · Pion blanc sur case blanche g4 · Dame noire sur case noire h4 · Pion blanc sur case blanche b3 · Pion blanc sur case noire e3 · Pion blanc sur case blanche a2 · Fou blanc sur case noire b2 · Dame blanche sur case blanche c2 · Pion blanc sur case noire d2 · Fou blanc sur case blanche e2 · Tour blanche sur case noire a1 · Cavalier blanc sur case blanche b1 · Roi blanc sur case blanche d1 · Dame noire sur case blanche f1 | Roi noir sur case blanche c8 · Tour noire sur case noire d8 · Pion noir sur case noire a7 · Pion noir sur case blanche b7 · Pion noir sur case noire c7 · Pion noir sur case blanche f7 · Pion noir sur case noire g7 · Pion noir sur case blanche c6 · Fou noir sur case noire c5 · Fou noir sur case blanche f5 · Pion blanc sur case blanche c4 · Pion noir sur case blanche e4 · Pion blanc sur case noire f4 · Pion blanc sur case blanche g4 · Dame noire sur case noire h4 · Pion blanc sur case blanche b3 · Pion blanc sur case noire e3 · Pion blanc sur case blanche a2 · Fou blanc sur case noire b2 · Dame blanche sur case blanche c2 · Pion blanc sur case noire d2 · Fou blanc sur case blanche e2 · Tour blanche sur case noire a1 · Cavalier blanc sur case blanche b1 · Roi blanc sur case blanche d1 · Dame noire sur case blanche f1 | 2 |
| 1 | Roi noir sur case blanche c8 · Tour noire sur case noire d8 · Pion noir sur case noire a7 · Pion noir sur case blanche b7 · Pion noir sur case noire c7 · Pion noir sur case blanche f7 · Pion noir sur case noire g7 · Pion noir sur case blanche c6 · Fou noir sur case noire c5 · Fou noir sur case blanche f5 · Pion blanc sur case blanche c4 · Pion noir sur case blanche e4 · Pion blanc sur case noire f4 · Pion blanc sur case blanche g4 · Dame noire sur case noire h4 · Pion blanc sur case blanche b3 · Pion blanc sur case noire e3 · Pion blanc sur case blanche a2 · Fou blanc sur case noire b2 · Dame blanche sur case blanche c2 · Pion blanc sur case noire d2 · Fou blanc sur case blanche e2 · Tour blanche sur case noire a1 · Cavalier blanc sur case blanche b1 · Roi blanc sur case blanche d1 · Dame noire sur case blanche f1 | Roi noir sur case blanche c8 · Tour noire sur case noire d8 · Pion noir sur case noire a7 · Pion noir sur case blanche b7 · Pion noir sur case noire c7 · Pion noir sur case blanche f7 · Pion noir sur case noire g7 · Pion noir sur case blanche c6 · Fou noir sur case noire c5 · Fou noir sur case blanche f5 · Pion blanc sur case blanche c4 · Pion noir sur case blanche e4 · Pion blanc sur case noire f4 · Pion blanc sur case blanche g4 · Dame noire sur case noire h4 · Pion blanc sur case blanche b3 · Pion blanc sur case noire e3 · Pion blanc sur case blanche a2 · Fou blanc sur case noire b2 · Dame blanche sur case blanche c2 · Pion blanc sur case noire d2 · Fou blanc sur case blanche e2 · Tour blanche sur case noire a1 · Cavalier blanc sur case blanche b1 · Roi blanc sur case blanche d1 · Dame noire sur case blanche f1 | Roi noir sur case blanche c8 · Tour noire sur case noire d8 · Pion noir sur case noire a7 · Pion noir sur case blanche b7 · Pion noir sur case noire c7 · Pion noir sur case blanche f7 · Pion noir sur case noire g7 · Pion noir sur case blanche c6 · Fou noir sur case noire c5 · Fou noir sur case blanche f5 · Pion blanc sur case blanche c4 · Pion noir sur case blanche e4 · Pion blanc sur case noire f4 · Pion blanc sur case blanche g4 · Dame noire sur case noire h4 · Pion blanc sur case blanche b3 · Pion blanc sur case noire e3 · Pion blanc sur case blanche a2 · Fou blanc sur case noire b2 · Dame blanche sur case blanche c2 · Pion blanc sur case noire d2 · Fou blanc sur case blanche e2 · Tour blanche sur case noire a1 · Cavalier blanc sur case blanche b1 · Roi blanc sur case blanche d1 · Dame noire sur case blanche f1 | Roi noir sur case blanche c8 · Tour noire sur case noire d8 · Pion noir sur case noire a7 · Pion noir sur case blanche b7 · Pion noir sur case noire c7 · Pion noir sur case blanche f7 · Pion noir sur case noire g7 · Pion noir sur case blanche c6 · Fou noir sur case noire c5 · Fou noir sur case blanche f5 · Pion blanc sur case blanche c4 · Pion noir sur case blanche e4 · Pion blanc sur case noire f4 · Pion blanc sur case blanche g4 · Dame noire sur case noire h4 · Pion blanc sur case blanche b3 · Pion blanc sur case noire e3 · Pion blanc sur case blanche a2 · Fou blanc sur case noire b2 · Dame blanche sur case blanche c2 · Pion blanc sur case noire d2 · Fou blanc sur case blanche e2 · Tour blanche sur case noire a1 · Cavalier blanc sur case blanche b1 · Roi blanc sur case blanche d1 · Dame noire sur case blanche f1 | Roi noir sur case blanche c8 · Tour noire sur case noire d8 · Pion noir sur case noire a7 · Pion noir sur case blanche b7 · Pion noir sur case noire c7 · Pion noir sur case blanche f7 · Pion noir sur case noire g7 · Pion noir sur case blanche c6 · Fou noir sur case noire c5 · Fou noir sur case blanche f5 · Pion blanc sur case blanche c4 · Pion noir sur case blanche e4 · Pion blanc sur case noire f4 · Pion blanc sur case blanche g4 · Dame noire sur case noire h4 · Pion blanc sur case blanche b3 · Pion blanc sur case noire e3 · Pion blanc sur case blanche a2 · Fou blanc sur case noire b2 · Dame blanche sur case blanche c2 · Pion blanc sur case noire d2 · Fou blanc sur case blanche e2 · Tour blanche sur case noire a1 · Cavalier blanc sur case blanche b1 · Roi blanc sur case blanche d1 · Dame noire sur case blanche f1 | Roi noir sur case blanche c8 · Tour noire sur case noire d8 · Pion noir sur case noire a7 · Pion noir sur case blanche b7 · Pion noir sur case noire c7 · Pion noir sur case blanche f7 · Pion noir sur case noire g7 · Pion noir sur case blanche c6 · Fou noir sur case noire c5 · Fou noir sur case blanche f5 · Pion blanc sur case blanche c4 · Pion noir sur case blanche e4 · Pion blanc sur case noire f4 · Pion blanc sur case blanche g4 · Dame noire sur case noire h4 · Pion blanc sur case blanche b3 · Pion blanc sur case noire e3 · Pion blanc sur case blanche a2 · Fou blanc sur case noire b2 · Dame blanche sur case blanche c2 · Pion blanc sur case noire d2 · Fou blanc sur case blanche e2 · Tour blanche sur case noire a1 · Cavalier blanc sur case blanche b1 · Roi blanc sur case blanche d1 · Dame noire sur case blanche f1 | Roi noir sur case blanche c8 · Tour noire sur case noire d8 · Pion noir sur case noire a7 · Pion noir sur case blanche b7 · Pion noir sur case noire c7 · Pion noir sur case blanche f7 · Pion noir sur case noire g7 · Pion noir sur case blanche c6 · Fou noir sur case noire c5 · Fou noir sur case blanche f5 · Pion blanc sur case blanche c4 · Pion noir sur case blanche e4 · Pion blanc sur case noire f4 · Pion blanc sur case blanche g4 · Dame noire sur case noire h4 · Pion blanc sur case blanche b3 · Pion blanc sur case noire e3 · Pion blanc sur case blanche a2 · Fou blanc sur case noire b2 · Dame blanche sur case blanche c2 · Pion blanc sur case noire d2 · Fou blanc sur case blanche e2 · Tour blanche sur case noire a1 · Cavalier blanc sur case blanche b1 · Roi blanc sur case blanche d1 · Dame noire sur case blanche f1 | Roi noir sur case blanche c8 · Tour noire sur case noire d8 · Pion noir sur case noire a7 · Pion noir sur case blanche b7 · Pion noir sur case noire c7 · Pion noir sur case blanche f7 · Pion noir sur case noire g7 · Pion noir sur case blanche c6 · Fou noir sur case noire c5 · Fou noir sur case blanche f5 · Pion blanc sur case blanche c4 · Pion noir sur case blanche e4 · Pion blanc sur case noire f4 · Pion blanc sur case blanche g4 · Dame noire sur case noire h4 · Pion blanc sur case blanche b3 · Pion blanc sur case noire e3 · Pion blanc sur case blanche a2 · Fou blanc sur case noire b2 · Dame blanche sur case blanche c2 · Pion blanc sur case noire d2 · Fou blanc sur case blanche e2 · Tour blanche sur case noire a1 · Cavalier blanc sur case blanche b1 · Roi blanc sur case blanche d1 · Dame noire sur case blanche f1 | 1 |
|   | a | b | c | d | e | f | g | h |   |

15.Txh1 (4 min) 15...g2 (3 min)
Spassky menace une promotion en dame désormais. Or, la fuite de la tour en g1, naturelle, est impossible.
Si 16.Tg1, alors 16...Dh4+ 17.Rd1 Dh1! 18.Dc3 (18.Txh1? gxh1=D+ 19.Ff1 Dxf1 mat) Dxg1+ 19.Rc2 Df2 20.Ca3 Dxe2, puis par exemple 21.gxf5 Fb4 22.Dxb4 Dd3+ et une deuxième dame noire fait son apparition.
16.Tf1 (4 min) 16...Dh4+! (1 min)
Spassky veut mater plutôt que prendre la tour.
17.Rd1 gxf1=D+ Les blancs abandonnent.
Sur 18.Fxf1, alors 18...Fxg4+ et si 19.Rc1 alors 19...De1+ et mat (si 19.Fe2 alors 19...Dh1+ et mat).

La fin de partie a été récompensée par des applaudissements, alors que les autres parties du match continuaient.